# Луканин, Вячеслав Георгиевич
Вячесла́в Гео́ргиевич Лука́нин (4 марта 1882, Пермь — 3 августа 1918, Невьянск) — диакон Пермской и Екатеринбургской епархий РПЦ. Прославлен как священномученик и причислен к Собору новомучеников и исповедников Российских 17 июля 2002 г.

## Династия священнослужителей Луканиных

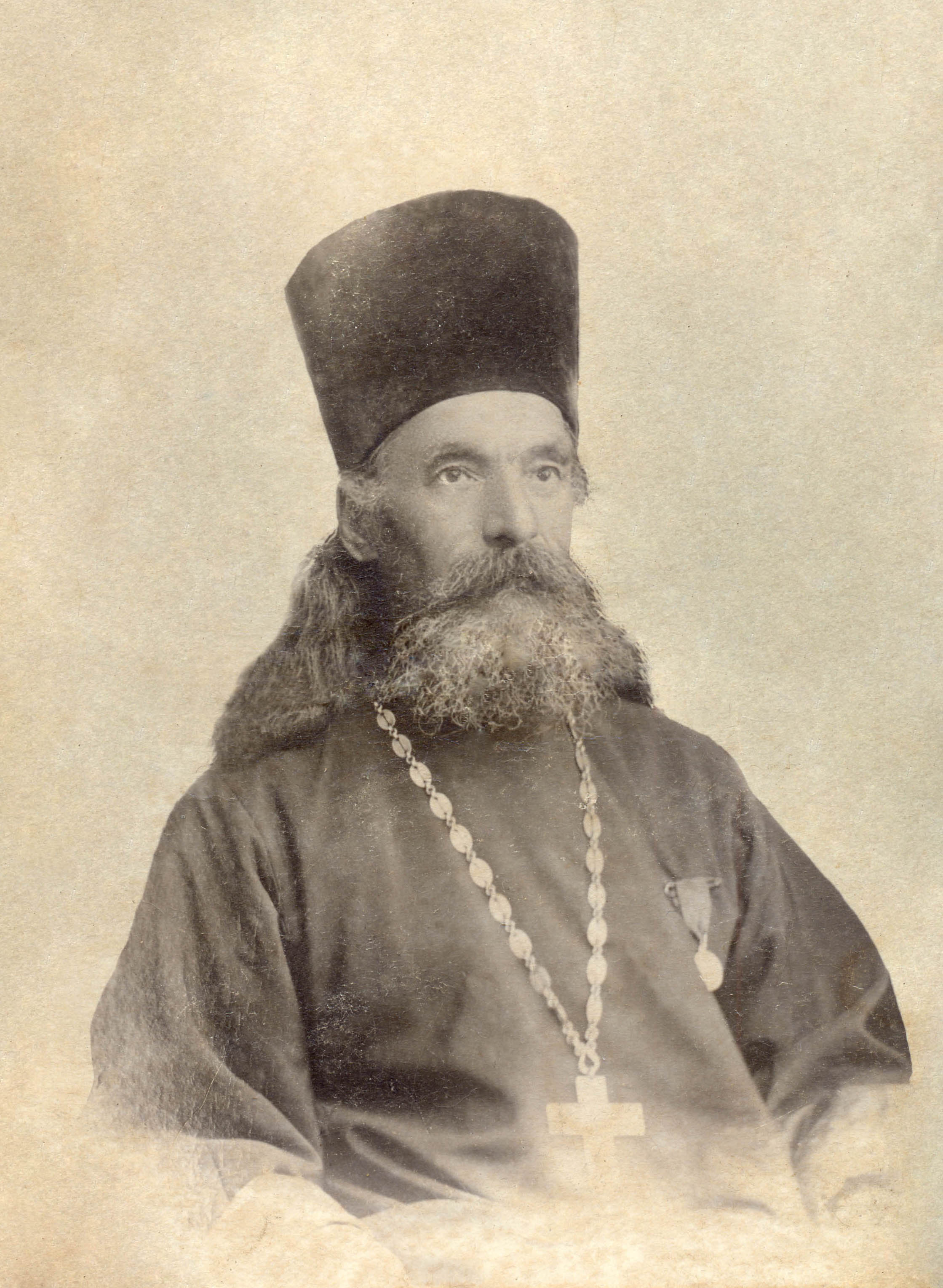
Протоиерей Георгий Авксентиевич Луканин. Пермь, 1890-е гг.

Среди представителей православного духовенства Пермской губернии XVIII—XX веков достойное место занимает род Луканиных. Представители этой фамилии занимали разнообразные должности церковного клира: пресвитеров, диаконов, дьячков, псаломщиков. Пермь, Екатеринбург, Ирбит, Шадринск, Красноуфимск, Кунгур, Оса, Оханск, Кизел, Александровск, Соликамск — неполный перечень городов и населённых пунктов, в храмах которых несли они своё служение.
Наиболее яркими представителями этой фамилии являются священники Александр Матвеевич Луканин (1821—1889) и Стефан Александрович Луканин (1841—1904). Первый — протоиерей Пермского Спасо-Преображенского кафедрального собора, член духовной консистории, редактор «Пермских Епархиальных ведомостей», миссионер, автор целого ряда статей и книг по истории и краеведению. Второй — протоиерей Пермского Успенского женского монастыря, миссионер, основатель Белогорского Николаевского мужского монастыря, церковный и общественный деятель.
Трое представителей фамилии Луканиных прославленны в Соборе новомучеников и исповедников Российских от Пермской и Екатеринбургской епархий: Стефан Василиевич Луканин — священник Сретенской церкви села Колчеданского Камышловского уезда; Вениамин Василиевич Луканин — священник Казанской церкви села Ново-Паинского Оханского уезда и Вячеслав Георгиевич Луканин — диакон Спасо-Преображенского собора Невьянского завода.
Вячеслав Георгиевич Луканин родился 4 (16) марта 1882 г. — в день памяти святого страстотерпца князя Вячеслава Чешского в г. Перми, — в семье Георгия (Егора) Авксентиевича и Веры Павловны Луканиных.
Семья Луканиных была многодетной, известны имена нескольких детей: Александр (1878), Антонин (1880), Иоанн (умер 30 июля 1883 г. в возрасте десяти дней), Максимилиан (1885), Лариса (умерла 6 марта 1888 г. в возрасте двух лет) и Вячеслав.
В 1875 г. Георгий Авксентиевич окончил Пермскую Духовную семинарию с аттестатом первого разряда. А затем в течение двенадцати лет служил в Пермском губернском правлении, где дослужился до должности коллежского советника. Данный вид чиновников имел гражданский чин VI класса в Табеле о рангах и награждался личным дворянством. Одновременно находясь на службе в губернском правлении, Георгий Луканин преподавал русский и церковно-славянский языки в приготовительных классах Пермского Духовного училища.
В 1887 г. в память тысячелетнего юбилея со дня блаженной кончины первоучителя славян равноапостольного Мефодия, архиепископа Моравского в здании духовного училища устроена домовая Кирилло-Мефодиевская церковь. К этому храму в ноябре 1887 г. Преосвященным Ефремом (Рязановым) епископом Пермским и Екатеринбургским Георгий Авксентиевич был рукоположен в сан пресвитера с оставлением в должности преподавателя духовного училища.
В 1894 г. священник Георгий Луканин умер. Вячеслав Георгиевич остался на попечении своего деда — заштатного священника Рождество-Богородицкой церкви г. Перми протоиерея Авксентия Луканина, евангельски доброго и скромного пастыря. Частое присутствие на церковных службах способствовало знакомству совсем ещё юного отрока Вячеслава с обиходным пением и усвоению им начальных музыкальных навыков.

## Вячеслав Луканин — воспитанник Пермского Духовного училища и Пермской Духовной семинарии
Получив прекрасное религиозное воспитание, Вячеслав Луканин был отдан в 1895 г. в подготовительный класс Пермского Духовного училища, а в 1896 г. зачислен в первый класс. Одаренный от Бога прекрасным голосом, в училище нес послушание на клиросе, отдавая все свободное время пению. К моменту окончания училища в 1899 г., закончил краткосрочные певческо-регентские курсы при Рождество-Богородицкой церковно-приходской школе, ежегодно устраиваемые знаменитым оперным певцом, хоровым дирижёром, педагогом и общественным деятелем Александром Дмитриевичем Городцовым для подготовки регентов народных хоров. Во время экзаменов показал отличные успехи по пению, игре на фисгармонии и скрипке.
В 1899 г. для получения дальнейшего образования Вячеслав Луканин поступил в Пермскую Духовную семинарию. Семинария располагалась в нескольких десятках метров от Спасо-Преображенского кафедрального собора и вместе с домовой Иоанно-Богословской церковью, архиерейским домом с Крестово-Митрофаниевской церковью, духовной консисторией и другими постройками представляла собой целый духовный квартал, расположенный вдоль левого берега Камы.
В семинарии Вячеслав Луканин продолжил заниматься хоровым пением и вскоре был назначен помощником преподавателя пения — священника Василия Стрешнева, и регентом правого семинарского хора Иоанно-Богословской церкви. В то время семинаристы для прохождения богослужебной практики были разделены на несколько хоров, в составе которого в обязательном порядке был свой регент и уставщик.

## Церковно-приходская, педагогическая и музыкально-общественная деятельность
Согласно «Пермским Епархиальным ведомостям» за 1901 г., после зимних каникул Вячеслав Луканин имел задолженность экзаменов по всем предметам из-за болезни. 1 (14) марта 1901 г. по состоянию здоровья и, вероятно, ввиду недостатка средств Вячеслав Георгиевич оставляет учёбу и становится регентом ученического хора Пермского Духовного училища и любительского церковного хора Троицкой церкви Мотовилихинского завода, а также певчим архиерейского хора Преосвященного Петра (Лосева) епископа Пермского и Соликамского. 

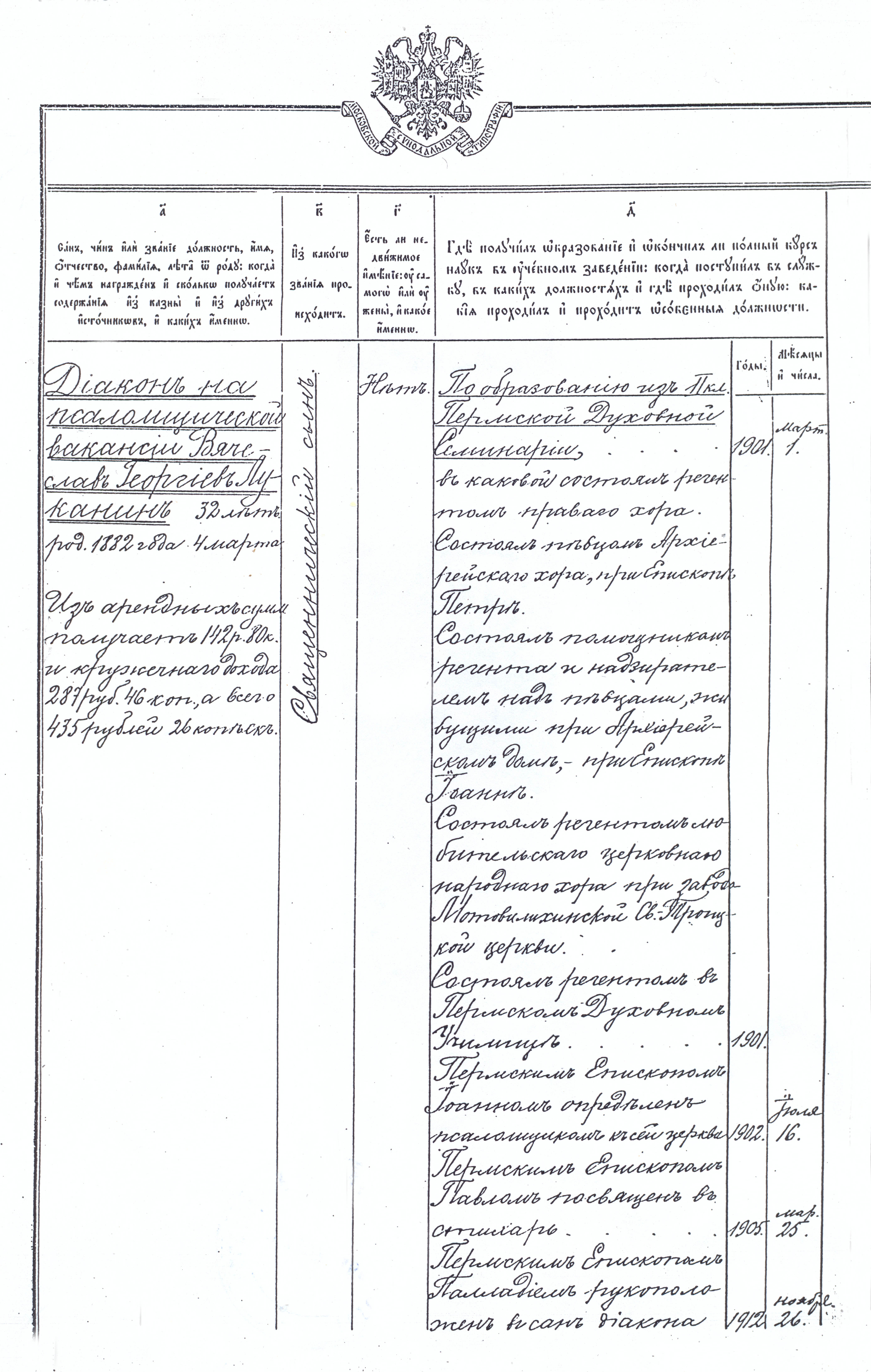
Клировая ведомость Свято-Троицкой церкви Кизеловского завода Соликамского уезда. (Из фондов ГАПК).

Как известно, в архиерейский хор принимались певчие, обладающие исключительными музыкальными и вокальными данными. В то время регентом хора состоял преподаватель духовного училища священник Василий Стрешнев. Судя по назначению Вячеслава Луканина в архиерейский хор, он обладал этими качествами. Красивый и сильный голос — лирико-драматический баритон, практический опыт, прекрасное знание богослужебных текстов позволили ему в апреле 1902 г. занять место помощника регента архиерейского хора Спасо-Преображенского кафедрального собора и надзирателем над певчими, живущими при архиерейском доме г. Перми.
Архиерейский хор был ведущим хором в Пермской губернии, кроме своего главного предназначения — сопровождение пением архиерейских богослужений, он выполнял миссию хранителя традиций русского хорового исполнительства. В должности помощника регента Вячеслав Георгиевич получил прекрасную практику в управлении церковным хором, что стало основой для его дальнейшего развития.
В конце XIX — начале XX века при содействии Пермского губернского комитета попечительства о народной трезвости во многих приходах Пермской епархии для повышения культуры населения и борьбы с пьянством активно проводилась работа по созданию народных хоров, которые участвовали в богослужениях, а также давали духовные и светские концерты. В июне 1902 г. заведующий конторой Кизеловского горного округа, ктитор Троицкой церкви Кизеловского завода Иаков Андрианович Метелкин обратился к Преосвященному Иоанну епископу Пермскому и Соликамскому с просьбой назначить в Кизел опытного регента для организации подобного хора в Кизеле, а уже 20 июля 1902 г. последовал указ Преосвященного Иоанна о назначении регентом Троицкой церкви псаломщика Вячеслава Луканина.
Кизеловский чугунолитейный и железоделательный завод, основанный князем Иваном Лазаревичем Лазаревым в 1788 году, располагался в Соликамском уезде в двухсот одиннадцати верстах от губернского города Перми. Бог очень щедро наградил Кизеловские земли. В дачах, вблизи завода, были открыты богатейшие залежи железной руды и каменного угля, разработаны каменоломни, прииски золота, платины, извести, красной и белой огнеупорной глины. Завод на громадном пространстве окружали нетронутые леса, снабжая заводское производство необходимым древесным материалом.

Селение Кизеловского завода было типичным для заводского Урала того времени. Кизел делился на Гору (возвышенная часть с домами купцов, мещан, торговцев, заводского персонала, мастеровых, рабочих, переселенцев и разночинцев) и Подгору (низинная часть с производственными корпусами завода, административными зданиями, владельческими усадьбами, домами управляющих завода, рудников, каменноугольных копей, бывших дворовых людей и духовенства). Главной архитектурной доминантой селения была церковь Святой Живоначальной Троицы, построенная в 1861—1871 гг. на средства Христофора Иоакимовича Лазарева и Семена Давидовича Абамелек-Лазарева. 

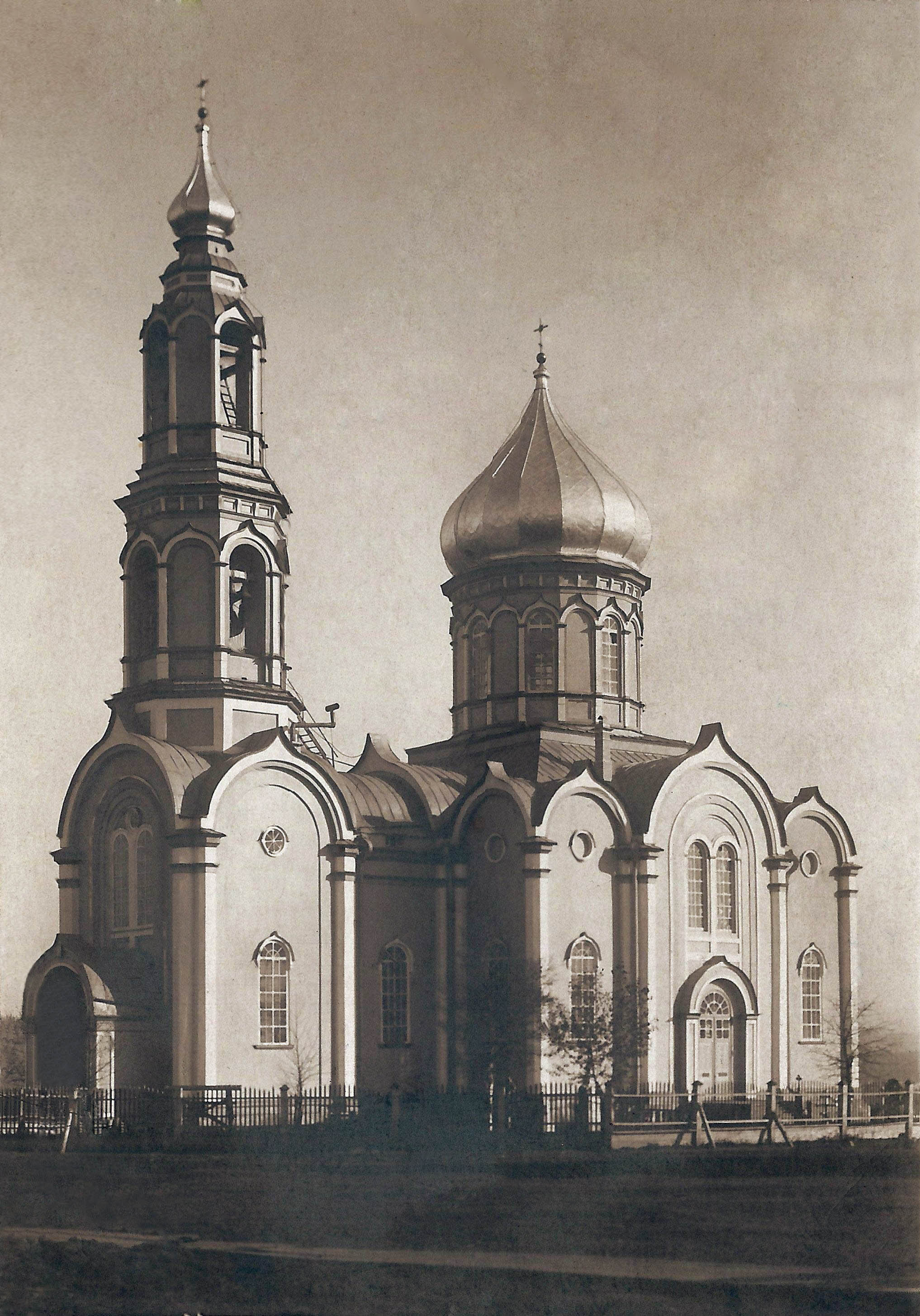
Храм Святой Живоначальной Троицы Кизеловского завода Соликамского уезда. Взорван 30 апреля 1932 г.

К приходу Троицкой церкви было приписано три храма: Михайло-Архангельский в Артемьевском руднике, Симеоновский на Губахинской пристани, Стефановский на Половинских копях и девять часовен.
Назначение Вячеслава Георгиевича в Кизел совпало со сменой практически всего приходского духовенства. Вероятно, это было связано с визитом Преосвященного Иоанна (Алексеева) в Кизеловский приход 20 ноября 1902 г. который остался недоволен состоянием церковных дел.
28 апреля (11 мая) 1903 г. настоятелем Троицкой церкви назначен священник Знаменской церкви села Городище Соликамского уезда Александр Петрович Коровин; 28 июля (10 августа) 1903 г. на вторую священническую вакансию — священник Спасо-Преображенского кафедрального собора г. Перми Сергий Василиевич Проскуряков; на третью со второй перемещен священник Павел Петрович Сапожников. Ранее в 1902 г. назначены новые диакона — Спасо-Преображенского кафедрального собора г. Перми Андрей Михайлович Власов и Спасо-Преображенского собора г. Шадринска Василий Феодорович Афанасьев; избран новый ктитор — Иаков Андрианович Метелкин. Таким образом, в течение года был сменен весь церковный клир Кизеловского прихода.
Основная трудность, с которой пришлось столкнуться новому регенту, было отсутствие певчих, так как в состав старого хора входили преимущественно члены семей духовенства, которые были переведены на новое место служения. В храме остался небольшой хор под управлением псаломщика Иоанна Андреевича Мстиславского. Поэтому в первоначальный состав хора вошли преподаватели учебных заведений, имевших духовное образование — Александр Александрович Кичигин, Александр Александрович Ключихин, Николай Константинович Соловин, Николай Флегонтович Денисов, а также выпускницы Кизеловского женского начального училища, среди которых была будущая супруга Вячеслава Георгиевича — Мария Гордеевна Галкина, с сестрами: Александрой Чупиной, Анной Сажиной, Евдокией Анциферовой и Елизаветой Шилковой.

В последующие годы хор пополнился новыми певчими, среди которых были диакона: Александр Симеонович Игошин, Иаков Стефанович Колмогоров, Николай Кесаревич Кашин, псаломщик Вениамин Флегонтович Денисов; ктитор Иаков Андрианович Метелкин с дочерями: Марией, Екатериной и Галиной; служащие конторы горного округа: Сергий Александрович Колмаков, Стефан Алексеевич Новиков, Михаил Николаевич Оглавин, Иоанн Андреевич Томский, Иаков Павлович Чукшенов, Александр Димитриевич Чураков, Алексий Николаевич Шатров, Алексий Иоаннович Шилков. Кроме того, в хоре пели жены и родственники священнослужителей: Анна Михайловна Сапожникова с сыном Евгением, Анна Николаевна Чупина, Анна Паросниевна Коровина, Валентина Семионовна Колмогорова, Евгения Самуиловна Кашина, Екатерина Михайловна Игошина, Елизавета Аркадиевна Анциферова, Зинаида Григорьевна Власова, Мария Егоровна Матвеева, Мария Николаевна Проскурякова и др. Сохранилась «Ведомость на выдачу вознаграждений церковному хору Свято-Троицкой церкви Кизеловского завода за март 1914 года», в данной ведомости в штате хора числится сорок три человека. Вероятно, в то время хор был одним из самых больших среди церковных хоров Пермской епархии.

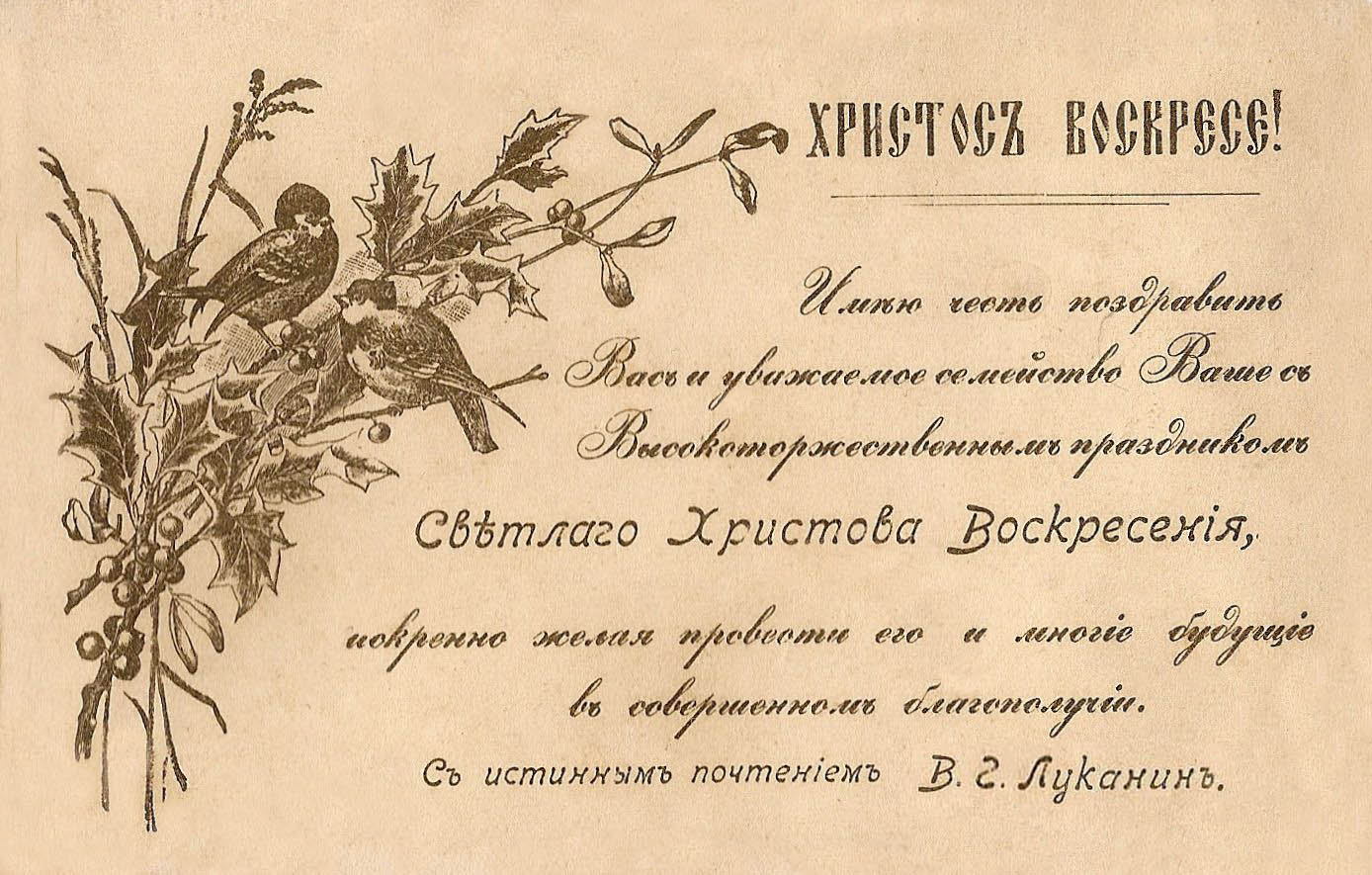
Пасхальная открытка.

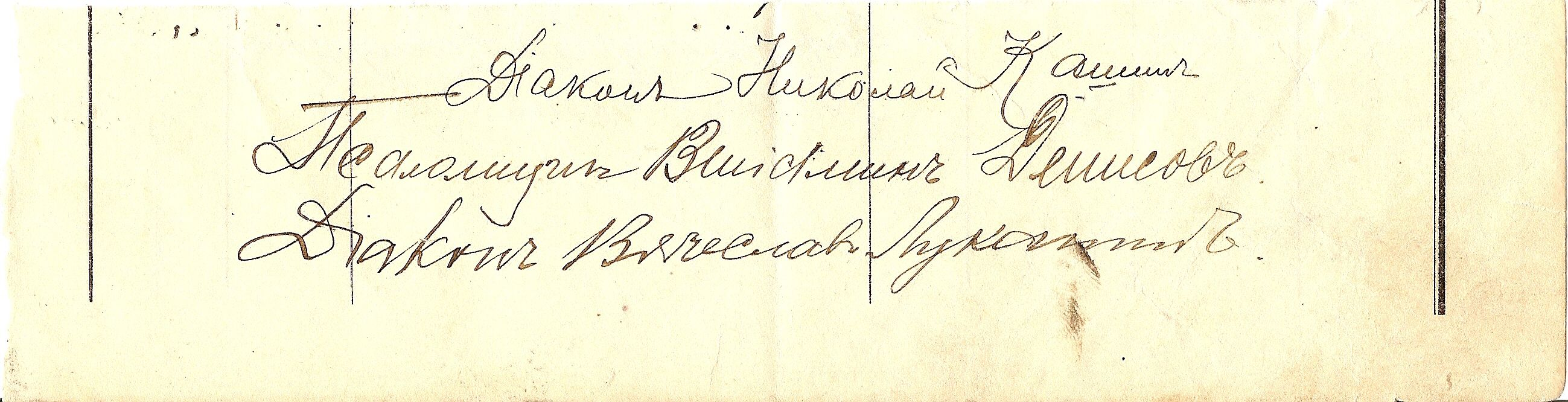
Факсимиле и отпечаток пальца священномученика Вячеслава Луканина.

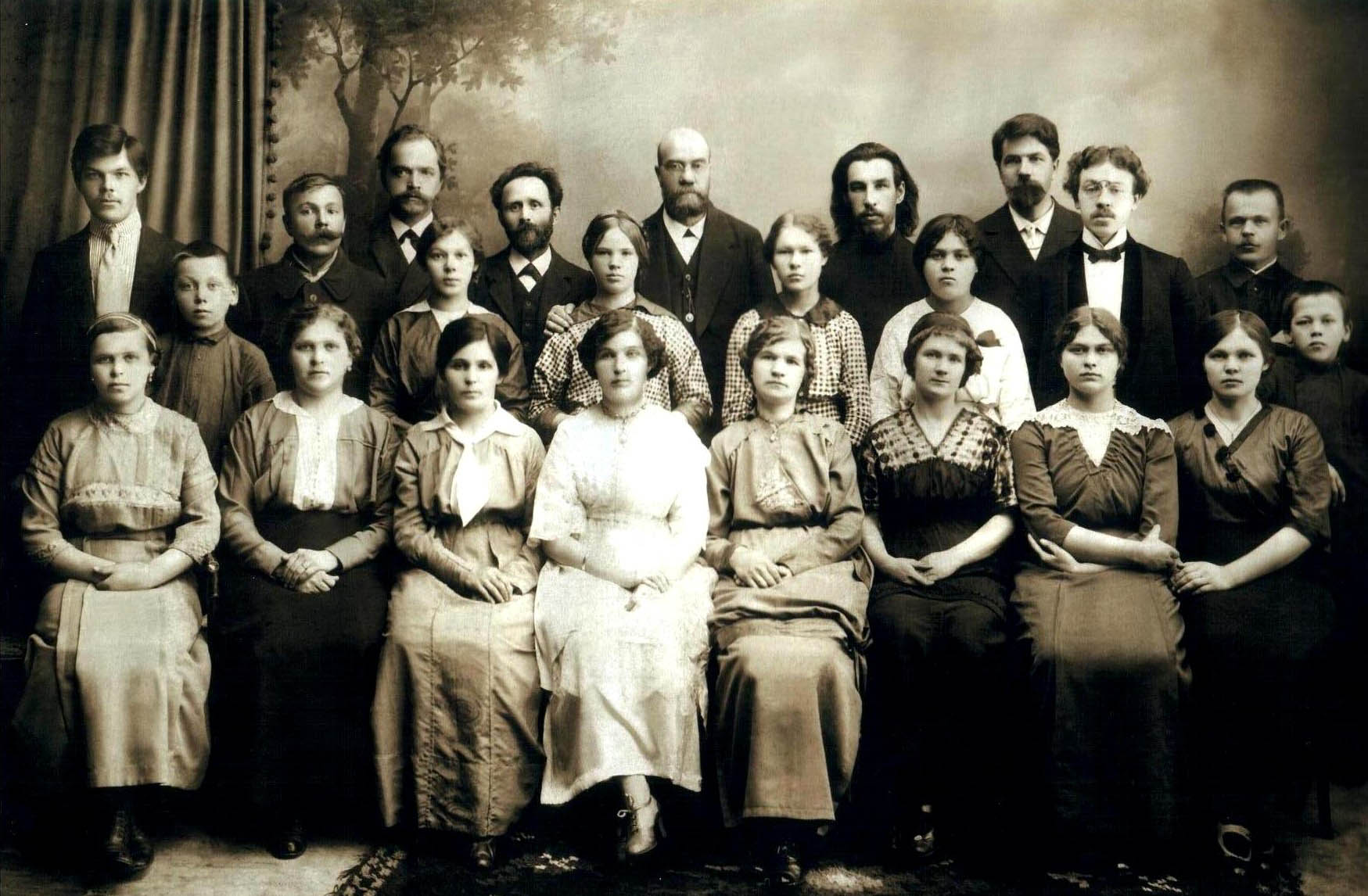
Хор Троицкой церкви, 1916 г. Первый ряд, сидят слева направо: 1 — Александра Гордеевна Чупина (Галкина), 2 — Анна Гордеевна Сажина (Галкина), 4 — Мария Гордеевна Луканина (Галкина), 6 — Евдокия Гордеевна Анциферова (Галкина), 7 — Елизавета Аркадиевна Анциферова, 8 — Анна Николаевна Чупина. Стоят, слева направо: 1 — Томский Иван Андреевич, 2 — Иоанн Николаевич Чупин, 6 — Александр Димитриевич Чураков, 8 — Иаков Андрианович Метелкин, 10 — диакон Вячеслав Луканин, 12 — Сергий Александрович Колмаков.

24 октября 1903 г. Вячеслав Георгиевич Луканин и Мария Гордеевна Галкина обвенчались. В то время супруге было только пятнадцать с половиной лет (9 (21) апреля 1888 г.р.). Таинство было совершено священником Троицкой церкви Павлом Сапожниковым в сослужении двух диаконов: Андрея Власова и Василия Афанасьева.
3 (16) февраля 1904 г., по случаю престольного праздника Симеона Богоприимца, в честь которого освящён северный придел Троицкой церкви, Кизеловский приход во второй раз посетил Преосвященный Иоанн епископ Пермский и Соликамский.
Сумев за короткое время создать из заводского церковного хора стройный певческий коллектив, Вячеслав Георгиевич встречал Владыку торжественными песнопениями с полным составом своего нового хора. О встрече и служении Преосвященного Иоанна в Троицкой церкви Кизеловского завода протоиерей Александр Коровин на страницах «Пермских Епархиальных ведомостей» писал: "Владыка прибыл в Кизеловский завод в двенадцать часов ночи… Блистая огнями, поезд медленно подошел к перрону вокзала, и все увидели: Владыка стоит на площадке вагона и благословляет народ. При виде архипастыря, местный церковный хор, под управлением псаломщика Вячеслава Луканина, дружно и с воодушевлением запел «От восток солнца до запад». Спустившись на перрон вокзала, Владыка стал благословлять духовенство и собравшийся народ… При пении певчими тропаря «Радуйся, благодатная Богородице Дево» и «Исполла эти деспота» Владыка проследовал до экипажа, и затем направился на ночлег к управляющему В. Н. Граматчикову…
В половине девятого утра раздался звон на собор, а в девять часов звон к поздней Божественной литургии. К этому времени уже весь храм был наполнен народом, который массами также стоял в церковной ограде и на прилегающей площади… Как только Владыка вошел в притвор храма, с правого клироса торжественно раздалась хвалебная песнь Богу «От Восток солнца до запад». Народ с радостным умилением и восторгом взирал на своего архипастыря. Владыке сослужили шесть священников и три диакона. Стройно и с воодушевлением пел многолюдный хор певчих. С особенным чувством и выражением были исполнены «Херувимская песнь», «Милость мира» и «Отче наш». Вместо причастного стиха был прекрасно пропет псалом «Внуши, Боже, молитву мою»…
По окончании богослужения Владыка в мантии и клобуке вышел на амвон и обратился к народу с речью. Поздравив всех с днём храмового праздника, архипастырь выразил искреннюю свою радость при виде столь выдающегося и редкого благолепия местного храма… В заключение Владыка призывал благословение Божие на всех присутствующих в храме… Затем долго благословлял сначала учащихся четырёх местных начальных школ, а потом и весь народ… В это время хор певчих стройно исполнил два прекрасных концерта Д. С. Бортнянского: «Радуйтеся Богу, Помощнику нашему» и «Господи, силою Твоею»… После окончания богослужения Владыка удостоил хор Троицкой церкви высокой похвалы «за прекрасное исполнение церковных песнопений».
15 февраля ктитор Троицкой церкви Иаков Метелкин по этому поводу, обращаясь к прихожанам храма, произнес следующую речь:
«Не могу умолчать о лестном отзыве Его Преосвященства о нашем храме. Владыка удостоил его весьма лестного названия „столичного храма“, храм наш требует сохранения установленных за последнее время благолепных богослужений. Торжественности богослужений способствует главным образом, как вам известно, хорошее духовное пение, а последнее получается только при хорошо организованном хоре. Настоящий хор и регент его Вячеслав Луканин удостоились милостивого внимания Его Преосвященства, и Владыка высказал лично мне своё архипастырское пожелание, если можно, сохранить такой хор на будущее время».
В библиотеке Никольского храма г. Кизел сохранились рукописные сборники партитуры, по которым до революции пели в кизеловском храме, по ним можно судить о репертуаре хора. В сборниках большую часть занимают сочинения управляющего Придворной певческой капеллы Д. С. Бортнянского. Значительное место принадлежит концертам и композициям А. А. Архангельского, Н. И. Бахметева, А. Ф. Львова, Н. М. Потулова, П. И. Турчанинова и других авторов.
Песнопения Великого Поста и Пасхальные песнопения представлены концертными произведениями композиторов итальянской школы: Б. Галуппи, Д. Сарти, А. Л. Веделя, С. А. Дегтярева — написанные для большого шестиголосного хора, данные произведения отличались своей пышностью и торжественностью.
Познакомившись с методами и принципами педагогической работы в стенах духовного училища и семинарии, сформировав профессиональную базу для самостоятельной деятельности 13 (26) сентября 1904 г. Вячеслав Георгиевич начинает свою педагогическую деятельность в земских общеобразовательных учебных заведениях. Указом Пермской Духовной консистории его назначают преподавателем пения в Кизеловском железнодорожном и женском начальном училищах, а в сентябре 1908 г. преподавателем пения в четырёхклассной земской смешанной прогимназии (с 20 июля (2 августа) 1914 г. частная шестиклассная прогимназия).

Кизеловское женское трехклассное начальное училище, мужское двухклассное училище, частная шестиклассная прогимназия смешанного типа, а ранее и церковно-приходская школа располагались по периметру Троицкой площади и церковного погоста, в центре которых располагалась церковь Святой Живоначальной Троицы. Вместе с храмом учебные заведения образовывали целый духовно-образовательный комплекс в центре селения Кизеловского завода. Такое расположение способствовало развитию религиозных чувств у подрастающего поколения: в воскресные и праздничные дни воспитанники собирались в храме для совместной молитвы и участия в Святых Таинствах. Во всех учебных заведениях ежедневно совершалось утреннее правило с чтением рядовой кафизмы, пелись тропари рядовому святому, в течение Великого поста прочитывались жития дневных святых. Таким образом, внедрялся дух церковности в образование детей земских школ. 

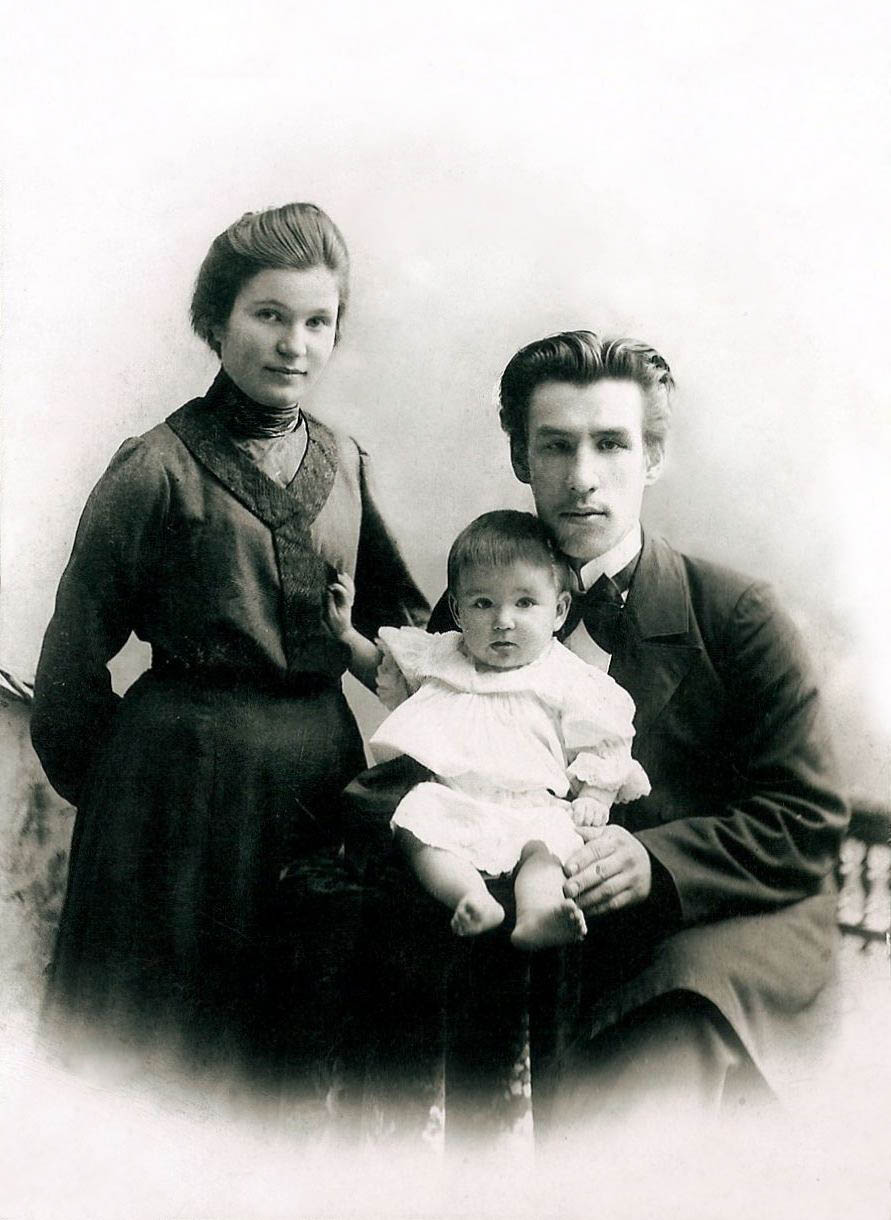
Семья Луканиных. Вячеслав Георгиевич, Мария Гордеевна и дочь Галина. Кизел, 1904 г.

В женском начальном училище, как и в прогимназии, велось преподавание церковного и светского пения. В программу обучения входила теоретическая и практическая часть. При учебных заведении существовали прекрасные ученические хора, велось обучение игры на фортепиано и фисгармонии. Ученики изучали музыкальную грамоту, теорию музыки, церковные песнопения и светские хоровые произведения. Помимо занятий на уроках и в хоре, учащиеся устраивали сводные концерты, театральные и литературные вечера.
Об одном из таких празднеств, посвящённых 50-летнему юбилею освобождения крестьян от крепостной зависимости, сохранились воспоминания в Государственном архиве Пермского края:
"В субботу, 19 февраля (4 марта) 1911 г., в прогимназии силами преподавателей, учащихся и хора Троийкой церкви было подготовлено праздничное торжество, которое состояло из двух отделений: исторического и литературного. Открытию праздника предшествовало слово законоучителя, настоятеля Троицкой церкви протоиерея Александра Коровина, после которого учителем истории Александром Кичигиным была прочитана записка, посвящённая царю-освободителю Александру II, и зачитан манифест «об отмене крепостного состояния для крестьянского сословия в России». После чего хором Троицкой церкви под управлением псаломщика Вячеслава Луканина был исполнен гимн Д. С. Бортнянского «Коль славен наш Господь в Сионе», и кантата А. Т. Гречанинова «Памяти 19 февраля (3 марта) 1861 года».
Затем слово взял заведующий прогимназией Антоний Гура, который рассказал о значении освобождения крестьян и историческом ходе развития крестьянской реформы в России. Хор исполнил песнопение И. И. Горбунова-Посадова «Ах ты, воля, моя воля». После чего учащимся были розданы портреты царя-освободителя и брошюры А. А. Шумахера «О жизни и деяниях Императора Александра II», а также исполнен патриотический народный гимн «Боже, Царя храни».
В шесть часов состоялось второе отделение — литературное. Отделение было открыто церковным хором, который исполнил песнопение «19 февраля 1861 года». Затем учащиеся прогимназии прочитали басню И. А. Крылова «Два мужика», стихи А. Н. Плещеева «Два бедняка», «Нищие», потом была театральная постановка «Учение Митрофанушки» — по комедии Д. И. Фонвизина «Недоросль». После этого хор исполнил песнопение «Боже наш, прими наше моление».
Ученики сыграли пьесу «Воля желанная», прочли стихи А. С. Пушкина «Деревня» и Н. А. Некрасова «Свобода», исполнили басни И. А. Крылова «Попрыгунья стрекоза» и «Любопытный».

Учителем Александром Кичигиным через эпидиаскоп были показаны световые картинки «Чтение манифеста». Во время показа ученики декламировали стихи: «Император Александр II», «Царю-Освободителю», Н. А. Некрасова «Школьник» и «Эй, Иван!». Исполнялась песня «Несжатая полоса». Акт закончился пением гимна «Боже, Царя храни». 
25 марта (7 апреля) 1905 г. на праздник Благовещения Пресвятой Богородицы, Преосвященным Павлом (Поспеловым) епископом Кунгурским, Вячеслав Луканин посвящён в стихарь.

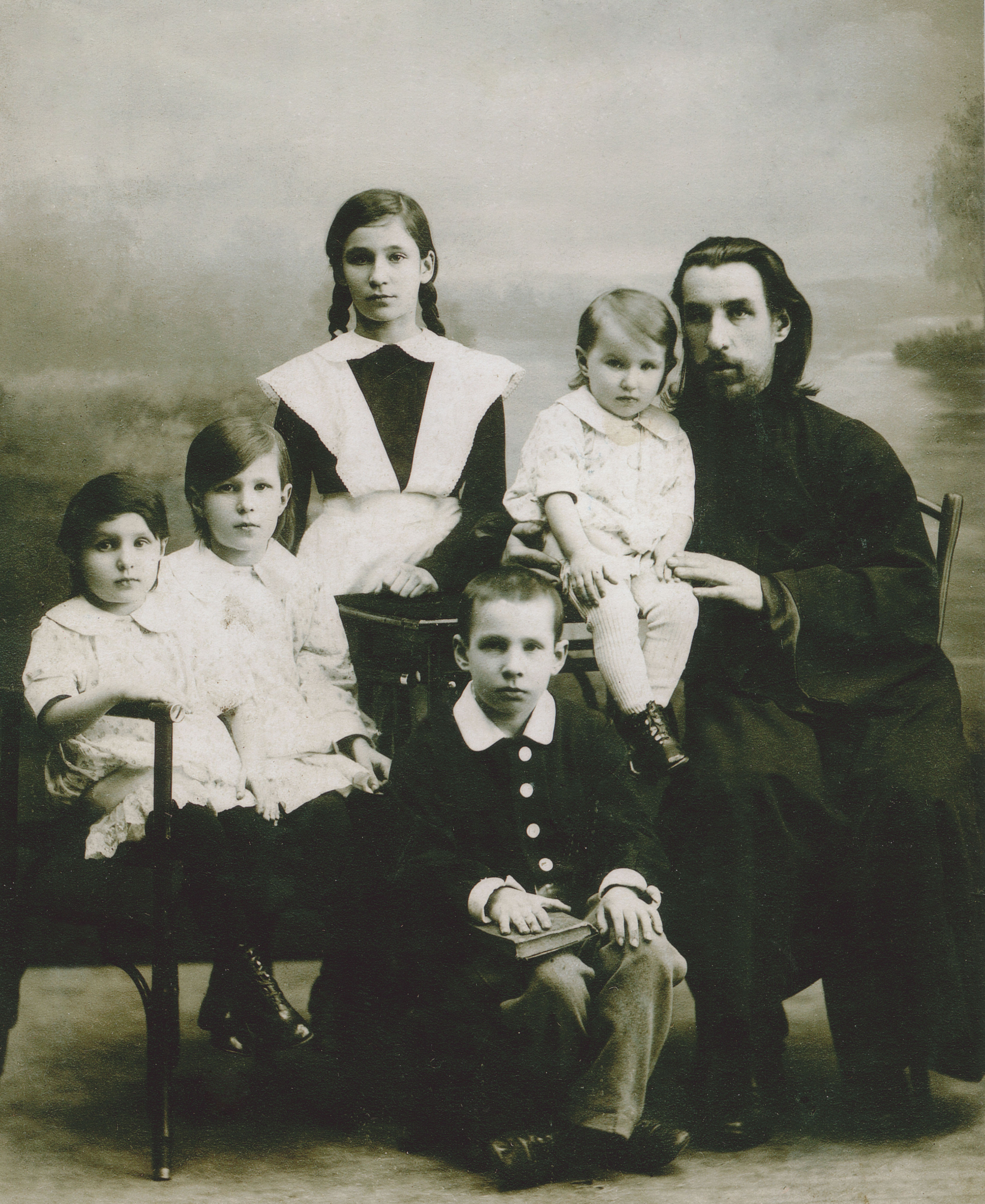
Диакон Вячеслав Луканин с детьми, слева направо: Ольга, Агнесса, Галина, Георгий, Вера. Кизел, 1916 г.

В 1906 г. Вячеслав Георгиевич становится членом Пермского епархиального братства имени святителя Стефана Великопермского. В уставе братства была сформулирована главная задача: «распространять в народе религиозное просвещение и содействовать возвышению в нём христианской нравственности». Для этого использовали беседы, чтения и духовное пение; организовывались библиотеки и читальни; издавались и распространялись книги, брошюры и листки духовно-нравственного, исторического и научного содержания.
С первых дней существования братства его добровольным миссионером-сотрудником состоял учитель Кизеловского мужского училища Александр Александрович Кичигин. Советом братства ему было поручено проводить беседы с раскольниками, старообрядцами и магометанами Пермского и Соликамского уездов. В 1885 г., по инициативе Кичигина, в Кизеловском заводе на Торговой улице выстроено просторное двухэтажное здание церковно-приходского попечительства, в котором разместилось Общество ревнителей православия, приходская библиотека-читальня и любительский народно-певческий хор, созданный в 1903 г. Вячеславом Луканиным.
На своих занятиях Вячеслав Георгиевич использовал сборники партитуры для церковных хоров и внецерковного пения, изданные в 1893—1894 гг. братством Стефана Великопермского, а также церковно-певческие сборники и хрестоматии церковного пения, изданные Пермским губернским комитетом попечительства о народной трезвости в 1898—1914 гг. Сборники были составлены А. Д. Городцовым, М. А. Гольтисоном, Д. В. Аллемановым, А. В. Косторским на основе нотных книг изданных Святейшим Синодом и включали в себя произведения А. А. Архангельского, Д. С. Бортнянского, П. И. Чайковского и др., а потому песнопения, представленные в них, были наиболее правильные, что облегчало труд учителей и регентов хоров в достижении стройного пения. Более тридцати таких сборников, изданных братством Стефана Великопермского и Пермским губернским комитетом попечительства о народной трезвости с подписью Вячеслава Луканина и печатью Троицкой церкви, сохранилось в библиотеке Никольского храма г. Кизел.
Со временем народно-певческий хор Кизеловского завода становится украшением не только церковных богослужений, но и других торжеств, которые проходили при его участии. В воскресные и праздничные дни в Введенском народном доме и церковно-приходском попечительстве организовывались музыкально-литературные и поэтические вечера, ставились пьесы и театральные представления, устраивался просмотр туманных картинок через эпидиаскоп под пение церковного и народно-певческого хоров. Такая деятельность хора привлекала большое число зрителей и молящихся, что способствовало духовно-нравственному подъёму всего населения Кизеловского горного округа.
С 25 по 30 ноября (13 декабря) 1910 г. Преосвященный Палладий (Добронравов) епископ Пермский и Соликамский совершал обозрение храмов Соликамского уезда. Владыка посетил Троицкую церковь Кизеловского завода, Спасо-Преображенскую церковь Александровского и Сретенскую Всеволодо-Вильвенского заводов, в каждом из храмов архипастырь совершил всенощное бдение, Божественную литургию и молебен, во время которых пел не архиерейский хор, а хор Троицкой церкви под управлением Вячеслава Луканина, так как он считался одним из лучших в Пермской епархии.
По окончании поездки Владыка Палладий удостоил личной похвалы Вячеслава Георгиевича «за прекрасную постановку хора», а главноуправляющий Петербургской конторы князя Семена Семеновича Абамелек-Лазарева Петр Александрович Пепеляев наградил регента и каждого певчего денежным вознаграждением.
С 24 по 27 ноября (10 декабря) 1912 г., по приглашению духовенства и служащих, Преосвященный Палладий во второй раз посетил Кизеловский и Александровский приходы. После архиерейской встречи и молебна о здравии Владыки Преосвященный в очередной раз выразил благодарность регенту хора — псаломщику Вячеславу Луканину.
26 ноября, накануне дня памяти преподобного Палладия Александрийского, небесного покровителя Владыки Палладия, Вячеслав Георгиевич был рукоположен в сан диакона за Божественной литургией в Троицкой церкви Кизеловского завода. В «Пермских епархиальных ведомостях» сохранилась небольшая статья протоиерея Александра Коровина, в которой он описывает всенощное бдение, во время которого ставленник во диаконы, по традиции, накануне своей хиротонии читал шестопсалмие и Божественную литургию, во время которой он был рукоположен в сан диакона:
«В шесть часов вечера церковный благовест торжественно возвестил кизеловцам о начале всенощного бдения. Храм был полон молящихся. Владыка выходил на литию и предстоял у престола во время великого славословия. Служило шесть священников, протодиакон и два диакона. Всенощное бдение окончилось в одиннадцать часов вечера и отличалось особенной торжественностью и величием.
В девять часов утра началась торжественная архиерейская литургия. На ней Владыка произнес поучение о божественной благодати. В этом поучении Его Преосвященство понятно и ясно изложил для всех присутствовавших в храме, что человек спасается благодатью Божией, а не собственными только силами. В поучении определённо для всех выразилось и главное святительское попечение о пасомых. Попечение — это вечное спасение. Торжественность совершения литургии усугубилась посвящением одного ставленника в сан диакона, а другого — в сан пресвитера».
В 1913 г. диакон Вячеслав Луканин был награждён юбилейным крестом на Владимирской ленте и юбилейной медалью «В память 300-летия царствования дома Романовых».
17 (30) ноября 1913 г. по благословению Преосвященного Палладия епископа Пермского и Соликамского, в здании Кизеловского железнодорожного училища состоялось открытие братства трезвости имени святого мученика Вонифатия Тарсийского.
Устав братства был утвержден определением епархиального начальства от 10 (23) октября 1913 г. за № 6728., его главной целью было «соблюдение абсолютной трезвости членами братства, а также расположение к трезвенной жизни других лиц». Для этого предполагалось проведение обширных мероприятий направленных на борьбу с недугом пьянства: совершение в воскресные дни вечернего богослужения с чтением акафистов при народном пении; усердное посещение богослужений, участие в Святых Таинствах, исполнение постов, молитвенных правил и других церковных установлений; проповедь в храме, внебогослужебные беседы и чтения; организация библиотек, распространение брошюр и листовок о вреде пьянства.
Для Вонифатиевского братства отцом Вячеславом был написан гимн трезвости, впервые исполненный хором Троицкой церкви 17 (30) ноября 1913 г. в день открытия братства. Гимн получил широкое распространение среди трезвенных движений Пермской епархии. Также отцом Вячеславом в железнодорожном училище был организован певческий кружок для членов братства, занятия в котором проходили дважды в неделю.
5 (18) июля 1914 г. диакон Вячеслав Луканин получает очередную благодарность от благочинного 1-го округа Соликамского уезда протоиерея Николая Орлова «за умелую и прекрасную постановку хора».
7 (20) февраля 1915 г. диакон Вячеслав Луканин готовился к переводу на вакансию псаломщика к Николаевской церкви Мотовилихинского завода, указ о назначении был уже напечатан в «Пермских Епархиальных ведомостях», однако 5 марта на его место согласно прошению был назначен другой диакон Троицкой церкви — Николай Кашин, и перевод был отменен.
С 19 мая по 9 (22) июня 1915 г. по благословению Преосвященного Андроника (Никольского) епископа Пермского и Соликамского (с 1916 г. — епископ Пермский и Кунгурский; с 12 апреля 1918 г. — архиепископ) в селе Усолье Соликамского уезда проходили краткосрочные церковно-певческие курсы с целью подготовки для приходов опытных руководителей церковных хоров, одним из организаторов и преподавателей курсов был диакон Вячеслав Луканин.
В «Пермских Епархиальных ведомостях» С. Павлинов о прошедших курсах писал: «Насколько можно судить по проводимым Преосвященным Андроником в Пермской епархии мероприятиям одной из архипастырских забот является попечение о постановке на должную высоту церковного пения, — этой истинной красоты православного христианского богослужения, этого могучего орудия в деле поднятия религиозной настроенности населения…
С этой целью 24 января (6 февраля) 1915 г. епископ Андроник предложил духовенству епархии обсудить на съездах благочиний и провести в жизнь вопрос об устройстве по округам краткосрочных церковно-певческих курсов для диаконов и псаломщиков.
Первые такие курсы были устроены для духовенства 1 и 4 округов Соликамского уезда в стенах Усольского начального училища. Обучение на курсах прошли шестнадцать диаконов, и девятнадцать псаломщиков из тридцати одного храма. На курсах основное время было посвящено церковному пению (восемьдесят один час), а также уставу, церковно-славянскому языку и письмоводительству.
Руководителями курсов были благочинные округов, настоятель Троицкого собора г. Соликамска протоиерей Николай Орлов и настоятель Троицкой церкви села Веретье протоиерей Василий Мельников; преподавателями по пению диаконы Троицкой церкви Кизеловского завода Вячеслав Луканин и Спасской церкви села Половодово Симеон Гладких; по церковно-славянскому языку и уставу настоятель Спасо-Преображенской церкви Александровского завода протоиерей Александр Пастухов; по церковному письмоводительству протоиерей Николай Орлов.
Занятия в дни праздников не проводились, а слушатели курсов совершали богослужения в усольских храмах, где занимались организацией общенародного церковного пения.
За три недели курсов была пройдена обширная по объёму программа. В частности диаконом Вячеславом Луканиным с курсистами по теории пения были пройдены: элементарные сведения об определении музыки и пения, о звуках вообще, о музыкальных звуках, долготе, высоте, тембре и силе; нотном стане, нотописании, ключах, интервалах, знаках изменения, гамме вообще и в частности диатонической и хроматической, о мажорных и минорных тонах, о мелодии и транспозиции, об изменении долготы звуков и определении строя мелодии; начальные сведения о гармонии — об аккордах, двухголосной гармонии, трезвучии, обращении трезвучий, расположении голосов, задержании, подъёме, проходящих нотах, размере и ритме, об ударении и паузе, о значении точки при нотах, бревисе, репризе, знаках силы звука, о синкопе, тесной и широкой гармонии, наклонении в песнопениях, ладах; о давании тона хору, о тонах — основном и вводном, консонансе и диссонансе; о преподавании пения в школе и об управлении небольшим хором…
По окончании курсов для слушателей были проведены проверочные испытания в области пройденных ими предметов, на которых благодаря своим усердным и усиленным занятиям они показали вполне удовлетворительные познания».
На отчёте руководителей курсов о прошедших на них занятиях Преосвященный Андроник 11 (24) июня 1915 г. положил резолюцию следующего содержания: «Радуюсь такому усердному делу и благодарю всех потрудившихся».
Краткосрочные церковно-певческие курсы, ввиду ограниченного времени их проведения, не могли дать разностороннего образования, однако в большей степени отвечали нуждам слушателей. Во-первых, весь круг вопросов музыкального и церковного порядка рассматривался с позиций применения их в богослужебной практике. Во-вторых, наряду с лекционными курсами, велись практические занятия с курсистами. Усольские курсы были первыми подобными курсами в Пермской епархии, поэтому стали своеобразным эталоном проведения им подобных. Спустя пять месяцев, 21 ноября (4 декабря) 1915 г. слушатели курсов, вероятно применившие полученные знания на практике опубликовали в «Пермских Епархиальных ведомостях» благодарность организатором и преподавателем курсов:

«Диаконы и псаломщики 1 и 4 округов Соликамского уезда, бывшие на первых в епархии окружных псаломщических курсах в селе Усолье с 19 мая по 9 (22) июня 1915 г., приносят искреннюю сердечную благодарность своему архипастырю и отцу, Преосвященному Андронику, а также отцам-благочинным, заведующих курсами Николаю Орлову и Василию Мельникову, отцам лекторам: протоиерею Александру Пастухову, диаконам Симеону Гладких и Вячеславу Луканину; священнику Николаевской церкви села Усолье Иоанну Любимову за сочувственное отношение к нуждам курсов».
27 июня (10 июля) 1916 г. после четырнадцати лет службы в Кизеловском приходе, диакона Вячеслава переводят в Богоявленскую церковь Серебрянского завода Кунгурского уезда. В клировой ведомости Троицкой церкви Кизеловского завода за 1916 г. об отце Вячеславе оставлена следующая запись: «Поведения весьма хорошего, хороший регент и чтец, катехизис знает хорошо, по должности во всем исправен».
18 (31) июля 1916 г., согласно прошению, вышел за штат, оставаясь руководителем детского хора в Серебрянском церковном приюте. 29 октября (11 ноября) 1916 г. находясь за штатом, устраивается певчим Спасо-Преображенского собора г. Шадринска и преподавателем пения Шадринского реального училища.
11 (24) марта 1917 г. указом Пресвященного Серафима (Голубятникова) епископа Екатеринбургского и Ирбитского отец Вячеслав принят на службу в Екатеринбургскую епархию диаконом на вакансию псаломщика Богоявленской церкви села Зырянка Балаирской волости Камышловского уезда.
2 (15) марта 1917 г. произошло насильственное отрешение Государя Императора Николая II от престола и помещение царской семьи под домашний арест в Царское Село. Революционные перемены в России сразу же затронули Пермскую губернию. 30 августа (12 сентября) 1917 г. близкий друг семьи Луканиных, псаломщик Вениамин Денисов был заколот рядовым 149-го Екатеринбургского запасного пехотного полка Антоном Антоновичем Рудженцем, откомандированного в августе 1917 г. в составе полка для охраны Кизеловских каменноугольных копей.
27 сентября (10 октября) 1917 г. по вызову церковно-приходского совета отец Вячеслав возвращается в Кизел на прежнее место служения.

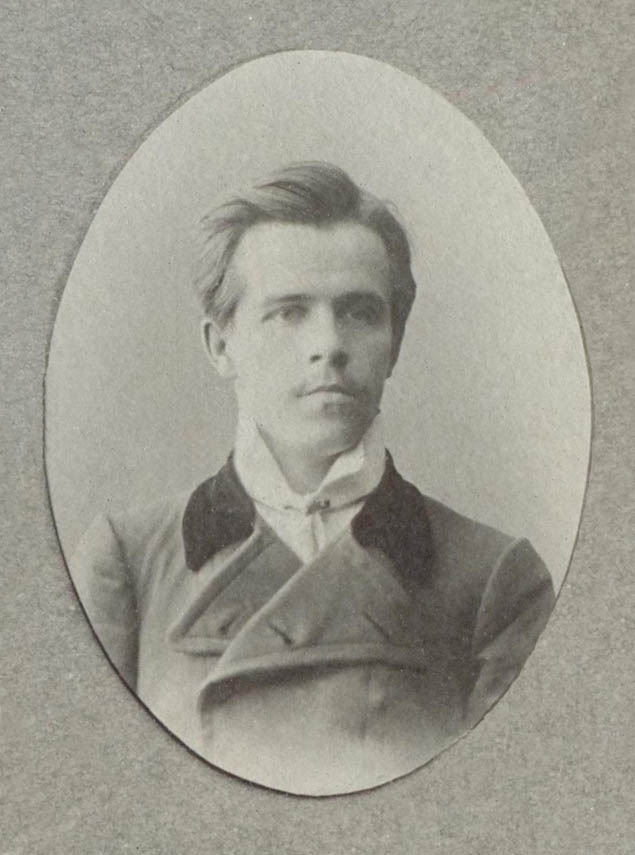
Псаломщик Вениамин Флегонтович Денисов (заколот г. в Кизеловском заводе рядовым 149-го Екатеринбургского запасного пехотного полка Антоном Антоновичем Рудженцем).

28 октября в Кизеловском горном округе произошел захват власти большевиками. Вскоре вступлением Чехословацкого корпуса на Урал стала разворачиваться гражданская война. В это время с фронта небольшими группами стали возвращаться демобилизованные солдаты, — в числе их большевики, все они имели при себе много оружия. В Кизеле стали происходить беспорядки, аресты, расправы и грабеж среди местного населения.
В феврале 1918 г. семья Луканиных выезжает в Екатеринбург, где 4 марта 1918 г. указом Преосвященного Григория (Яцковского) епископа Екатеринбургского и Ирбитского отец Вячеслав получает назначение в Спасо-Преображенский собор Невьянского завода Екатеринбургского уезда. К сожалению, этот важный период жизни священномученика является наименее изученным по причине недостатка документальных свидетельств. Служение диакона Вячеслава Луканина в Невьянском приходе вплоть до его ареста и мученической кончины овеяно множеством легенд и домыслов, которых не избежали в своих трудах даже профессиональные исследователи его жизненного пути.

## Арест и мученическая кончина

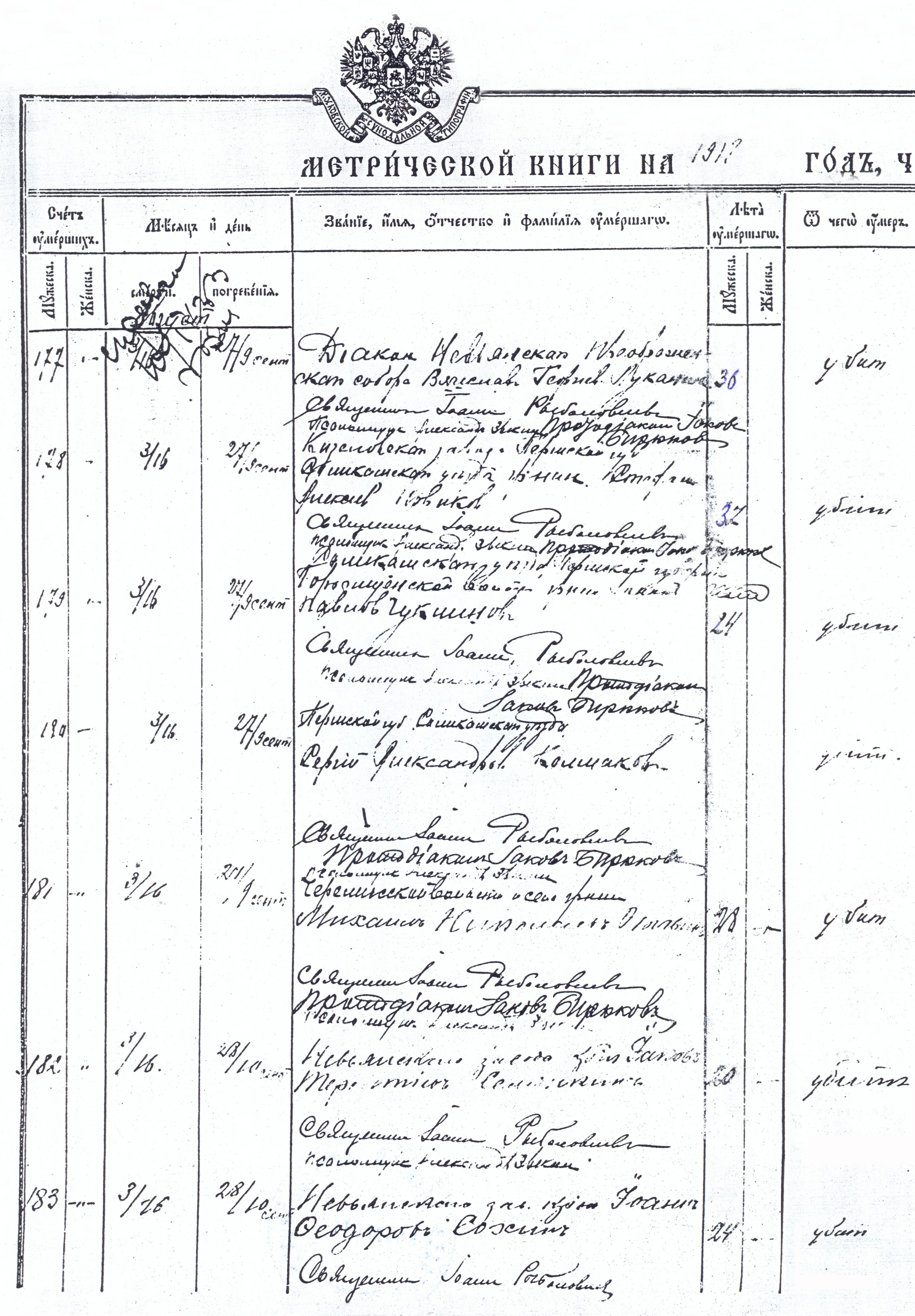
Метрическая книга Спасо-Преображенского собора Невьянского завода. Запись о смерти священномученика Вячеслава и певчих церковного хора. (Из фондов ГАСО).

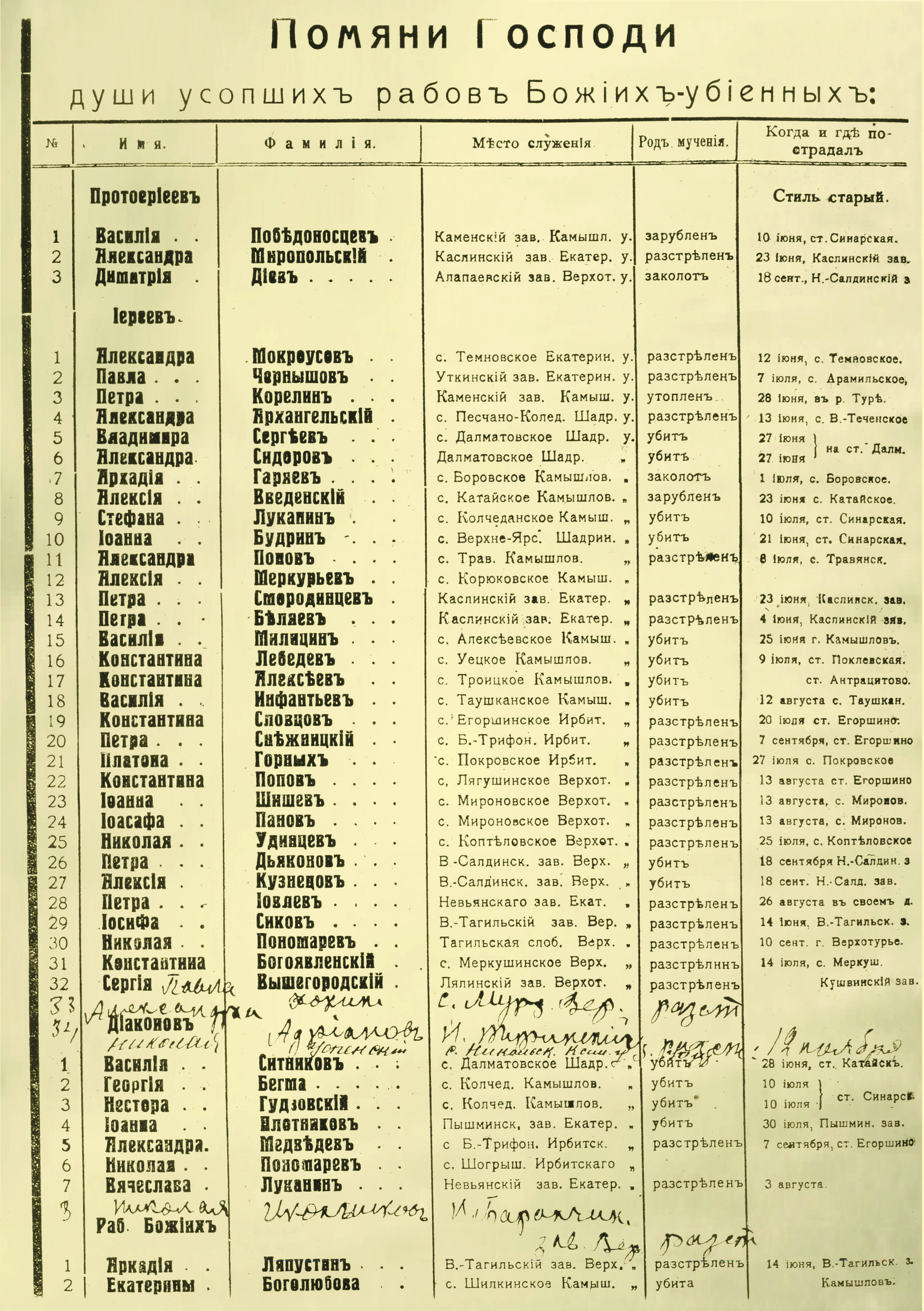
Помянник с именами священно-церковнослужителей Екатеринбургской епархии, погибших от рук большевиков в 1918 г. (Из фондов ГААОСО).

Первое жизнеописание священномученика Вячеслава Луканина было составлено краеведом Г. А. Кротовой и студентом Екатеринбургской Духовной семинарии А. В. Печериным, в 2006 г. в Екатеринбурге вышла их работа «Житие священномученика Вячеслава Невьянского диакона церкви Невьянского завода». Данное повествование, лишенное опоры на достоверные документальные источники и сравнительно малом количестве архивных материалов, содержит множество неточностей. Исследователями были введены в научный оборот непроверенные и вероятно надуманные данные об аресте, мученической кончине и месте погребения священномученика, его происхождении и семье, под видом фотографий священномученика опубликованы фотографии другого человека, — в результате по чужим фотографиям были написаны две иконы для Спасо-Преображенского собора г. Невьянска, а телеканалом «Союз» снят фильм «Новомученики Невьянские» и несколько телепередач, где были использованы фотографии и непроверенные факты биографии священномученика.
В работе Г. А. Кротовой и А. В. Печерина «Житие священномученика Вячеслава Невьянского (Луканина) диакона Преображенского Собора», переизданной в Екатеринбурге в 2007 г., обстоятельства ареста и мученической кончины диакона Вячеслава Луканина выглядят следующим образом:
«По воспоминаниям участников событий, 6 августа 1918 г. должен был вновь отмечаться престольный праздник Спасо-Преображенского собора в Невьянске. Накануне отец Вячеслав со своим хором, гостями и хористами Свято-Троицкого храма г. Кизела, приехавшими специально на это торжество. Сидели вечером в доме и обсуждали план проведения храмовых торжеств. Был вечер. Окно в доме было плохо зашторено, и лучик света чуть-чуть просачивался на улицу. Был комендантский час. Обнаружив свет, красноармейцы ворвались в дом и арестовали всех, кто там был. На следующий день под конвоем всех их привели к Спасо-Преображенскому собору и за алтарем заставили рыть могилы. Отец Вячеслав был среди прихожан, и также рыл могилку. Он с достоинством попросил красноармейцев, дозволить ему помолится перед смертью в соборе. Не услышав ответа, отец Вячеслав медленно пошел в собор, тихо читая молитву „за упокой“ своей души. Войдя в храм, он видел, как „красноорловцы“ срывают со стен иконы, бросают их на пол, при этом выламывают драгоценные оклады, круша все, что попадало им под руки. Он, было, вступился, но не мог быть услышан. Стоя спиной к „варварам“ отец Вячеслав молился перед образами. Видя его молящимся, один из „орловцев“ выстрелил отцу Вячеславу прямо в спину. Этим выстрелом он и был убит наповал, убит прямо в храме, за молитвой… Его волоком вытащили из собора и бросили в могилку, ещё теплую вырытую его руками… По сохранившимся документам отец Вячеслав вместе с прихожанами был похоронен возле алтаря правого предела Спасо-Преображенского собора».
Однако за последние годы удалось собрать большое количество разрозненных фактов и новых сведений, сопоставление которых позволяет воссоздать картину имевших место исторических событий. Опираясь на воспоминания внука священномученика, Сергея Илиодоровича Галкина и дочерей Людмилы Вячеславовны Пономаренко и Агнессы Вячеславовны Некрасовой, можно воспроизвести события последних дней жизни и мученической кончины диакона Вячеслава Луканина.
Из рассказа дочери священномученика Вячеслава, Людмилы Вячеславовны Пономаренко:
"В июле 1918 г. моя мама со всеми детьми из Невьянска поехала в Кизел к своей маме Арине Галкиной, родить меня, так как бабушка принимала все роды у мамы. Красная армия стояла в Невьянске и в Кизеле. Вскоре Белая армия освободила Кизел, вывесили объявления, что все приезжие могут выехать, но бабушка маму не пустила: «Куда поедешь, ещё по дороге родишь».
Вестей от папы нет, мама волнуется. Мамин племянник Иоанн Чупин решил пешком идти в Невьянск. Вернулся зимой, когда я уже родилась. Моя сестра Верочка умерла, лежала на столе, ещё не успели похоронить; он сел на порог и принес страшную весть: «Дядю Вечу расстреляли…».
Из рассказа внука Сергея Илиодоровича Галкина:
«Как только железнодорожное сообщение было восстановлено, в Невьянск к отцу отправилась его старшая дочь Галина. По приезде, её приютил у себя в доме местный священник Петр Иевлев, который рассказал о том, что её отец был расстрелян большевиками. Случилось это поздно вечером, в Невьянске был объявлен комендантский час. Во время очередного обхода, отряд чекистов заметил свет в окне на колокольне храма, где проводилась спевка, — хор готовился к престольному празднику. Красноармейцы ворвались в храм и арестовали всех, кто там находился. Их хотели доставить в тюрьму г. Екатеринбурга, но, не дождавшись поезда, расстреляли за железнодорожным вокзалом Невьянского завода. Вместе с диаконом Вячеславом было расстреляно шесть человек, четверо из которых певчие Троицкой церкви Кизеловского завода.
На глазах Галины ночью в дом отца Петра пришел военный комиссар и сказал, чтобы батюшка вышел на улицу. Услышав отказ, комиссар достал револьвер и хотел застрелить священника, но его жена ударила по руке, и пуля отлетела в сторону. Петр Иевлев выбрался через окно на улицу, чтобы отпустить собаку, но там его поджидал отряд красноармейцев. Когда отцу Петру выстрелили в спину, тот упал, следом последовал выстрел в голову, так что мозги вылетели на ворота…». 

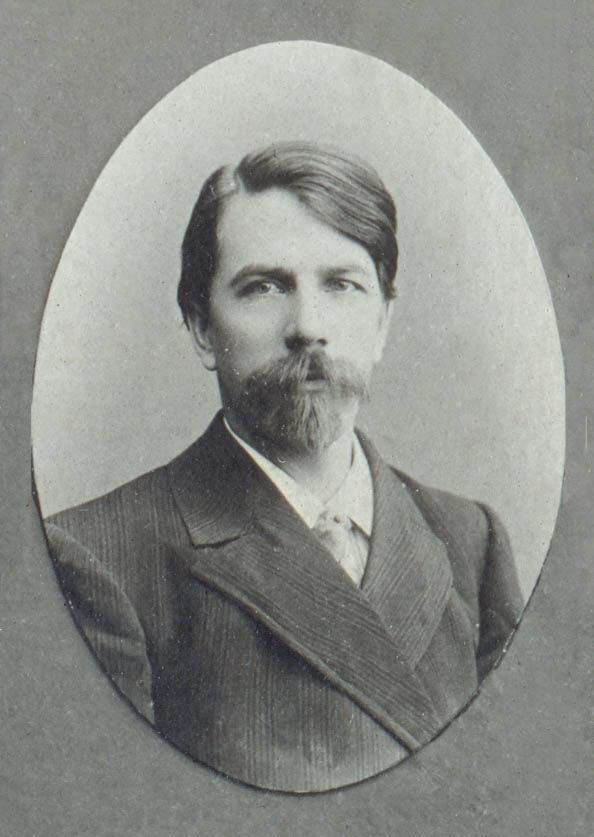
Певчий церковного хора Сергий Александрович Колмаков, расстрелян с диаконом Вячеславом Луканиным в Невьянском заводе. Кизел, 1911 г.

Из письменных воспоминаний дочери Агнессы Вячеславовны Некрасовой:
«Помню Невьянск, гору Лебяжку и церковь, — от неё мы жили в трех километрах у купчихи Афанассы Алексеевны Недорезовой. Забегает горничная и кричит, что в заводе восстание полка автомобилистов, — оно было уже не в первый раз. Против них выступили отряды Красной армии, восстание было подавлено. Начались расправы. Красноармейцы выжгли почти весь завод. Каждый день происходили расстрелы местных жителей…
Рядом с храмом, на углу дом священника отца Николая и его дочери Аглаи, их расстреляли в первую очередь. У купчихи дворник Иоганн берет двух коней и едет верхом за отцом к храму, на берег пруда, но в храме уже красноармейцы. Дворник прячется в большой летней усадьбе купчихи, что на пригорке, рядом с храмом, идет 1918-й год. Он наблюдает, как арестовывают отца, и с ним ещё семь человек. Их расстреляли в Невьянске на вокзале. Могилу копали себе сами за вокзалом, одного молодого отпустили, выстрелив ему в ногу».
Рассказ Сергея Илиодоровича и воспоминания Агнессы Вячеславовны подтверждает и тот факт, что между смертью и погребением отца Вячеслава прошло двадцать четыре дня: его сумели похоронить только после того, как в Невьянск вошли белогвардейцы. Запись в метрической книге Спасо-Преображенского собора Невьянского завода за 1918 г. свидетельствует: «Диакон Вячеслав Георгиев Луканин, убит 3 августа, похоронен 27 августа 1918 г. Погребение совершено в церковной ограде соборне священником Иоанном Рыболовлевым в сослужении протодиакона Иакова Бирюкова и псаломщика Александра Звекина».
Факт мученической кончины диакона Вячеслава подтверждает и помяник с именами священно-церковнослужителей Екатеринбургской епархии, погибших от рук большевиков в 1918 г., обнаруженный в Государственном архиве административных органов Свердловской области, где в разделе «диаконы» под седьмым номером записано: «Диакон Вячеслав Луканин, Невьянский завод Екатеринбургского уезда, расстрелян 3 августа», а также дневник регента Спасо-Преображенского собора Степана Николаевича Тюшкова, сохранившийся в фондах Невьянского государственного историко-архитектурного музея.
Вместе с отцом Вячеславом в этот день было расстреляно ещё шесть человек, о чём имеются записи в метрической книге: певчие Троицкой церкви Кизеловского завода: Стефан Алексеевич Новиков, Сергий Александрович Колмаков, Михаил Николаевич Оглавин, Иаков Павлович Чукшенов и певчие Спасо-Преображенского собора Невьянского завода: Иаков Терентьевич Селянкин и Иоанн Феодорович Сохин. Певчие были погребены отдельно от диакона Вячеслава Луканина на приходском кладбище.
Сегодня святые мощи священномученика Вячеслава Луканина остаются погребены в безызвестной могиле на территории Спасо-Преображенского собора г. Невьянска.

## Семья Луканиных

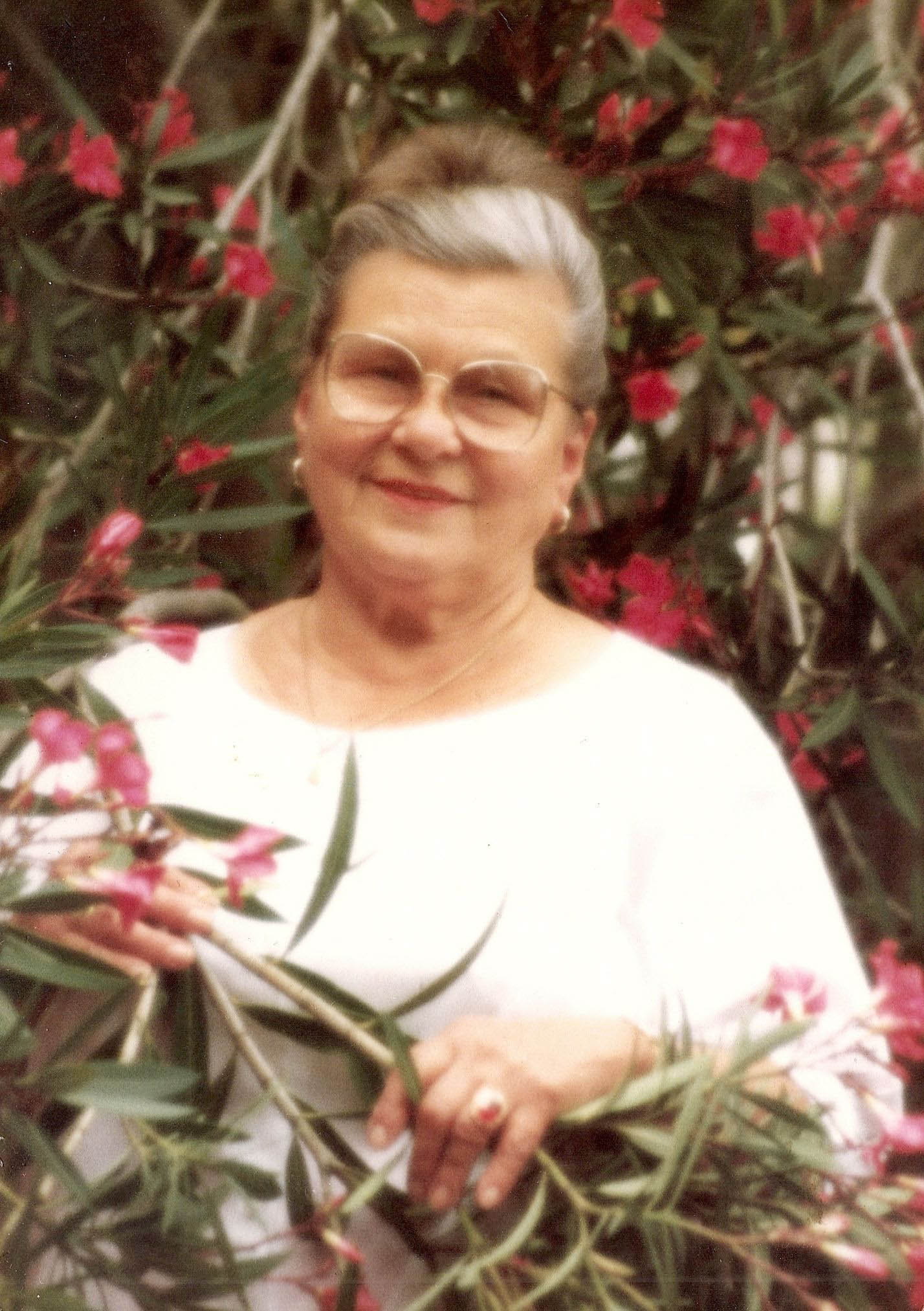
Дочь священномученика Вячеслава Луканина — Людмила Вячеславовна Пономаренко. Австралия, Мельбурн, 1980-е гг.

В семье Вячеслава Георгиевича и Марии Гордеевны родилось девять детей: старшая — Галина (1 апреля 1904 — умерла 6 декабря 1985 г.), потом Георгий (4 июля 1906 — умер в 1943 г.), Агнесса (1 октября 1907 — умерла в 1996 г.), Ольга (13 февраля 1910 — умерла в 1933 г.), Вера (1914 — умерла в сентябре 1918 г.), младшая дочь — Людмила (31 августа 1918 — умерла 29 января 2013 г.) родилась спустя три недели после гибели своего отца диакона Вячеслава. Евгений, Зинаида, Иулия умерли ещё младенцами.
О том, как сложилась жизнь семьи диакона Вячеслава Луканина, после его мученической кончины можно проследить по рассказу его дочери, Людмилы Вячеславовны Пономаренко:

«Я родилась 13 сентября 1918 г. в Кизеловском заводе в семье Вячеслава и Марии Луканиных девятым ребёнком. Помню я себя с трех лет, было нас четверо, старшая Галина была уже замужем. Жили мы в Кизеле на Торговой улице у священника Сергия Проскурякова в доме-мезонине: две комнаты, балкон, широкая лестница вниз, на кухню, с которой маленькая Милочка часто летела кувырком. Была у нас корова и курицы. О папе знаю очень мало, только по рассказам мамы и сестер, он очень любил детей и сладкое. Когда приходил к маме ещё „кавалером“, то приносил коробку конфет и сам съедал, не замечая. Так было и с детьми. Ночью каждого ребёнка будил по очереди, носил в чулан, кормил вареньем, и сам ел. Папа очень любил ходить в лес с детьми по грибы и ягоды, собирали целыми коробами. Поэтому в погребе всегда стояли бочки с вареньем, кадки с капустой и грибами. Зимой на пруду устраивали каток, который украшали елками с бумажными фонариками, вечером ярко горели плошки. Вся семья ходила кататься на коньках и санках, смеялись, играли, а потом папа укладывал спать и пел колыбельные. У папы был очень хороший вкус, ценил искусство, поэтому собирал различные этажерочки, полочки, статуэтки. Было всего полный дом. Сына Георгия учил играть на скрипке. Сочинял духовные произведения и составлял нотные сборники для церковных хоров. В Кизеле им был создан прекрасный церковный хор, в котором пела вся наша родня: сестры мамы — Александра, Анна, Елизавета, Евдокия, и их дети. Отец играл на скрипке, пианино и фисгармонии, очень любил петь. Часто у нас в доме собирались все мои многочисленные тетушки и устраивали целые музыкальные представления, в которых участвовали и дети. Наша мама-героиня поставила на ноги пятерых детей, все были сыты, одеты и здоровы. Поскольку папа приучил детей к сладкому, то все мы в этом нуждались. Сахар в советском государстве был дорогим „люксусом“, но у нас в доме был всегда в достатке.

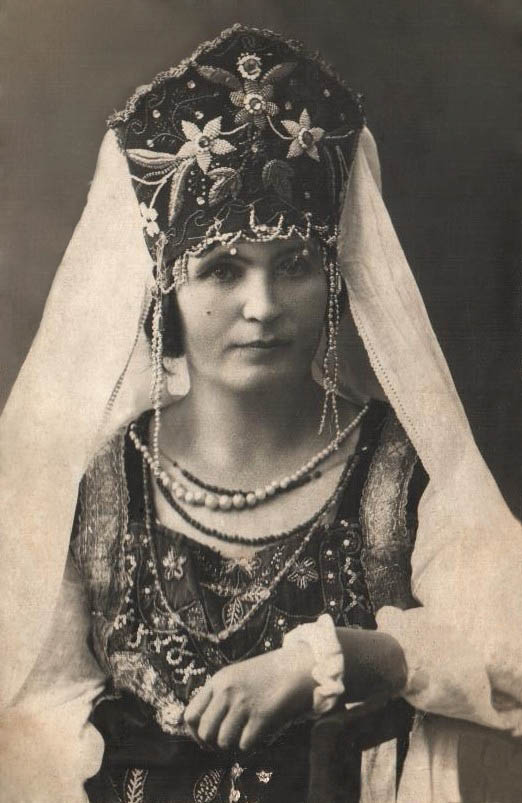
Супруга священномученика Вячеслава Луканина — Мария Гордеевна Луканина. Тянзин, Китай, 20 октября 1924 г.

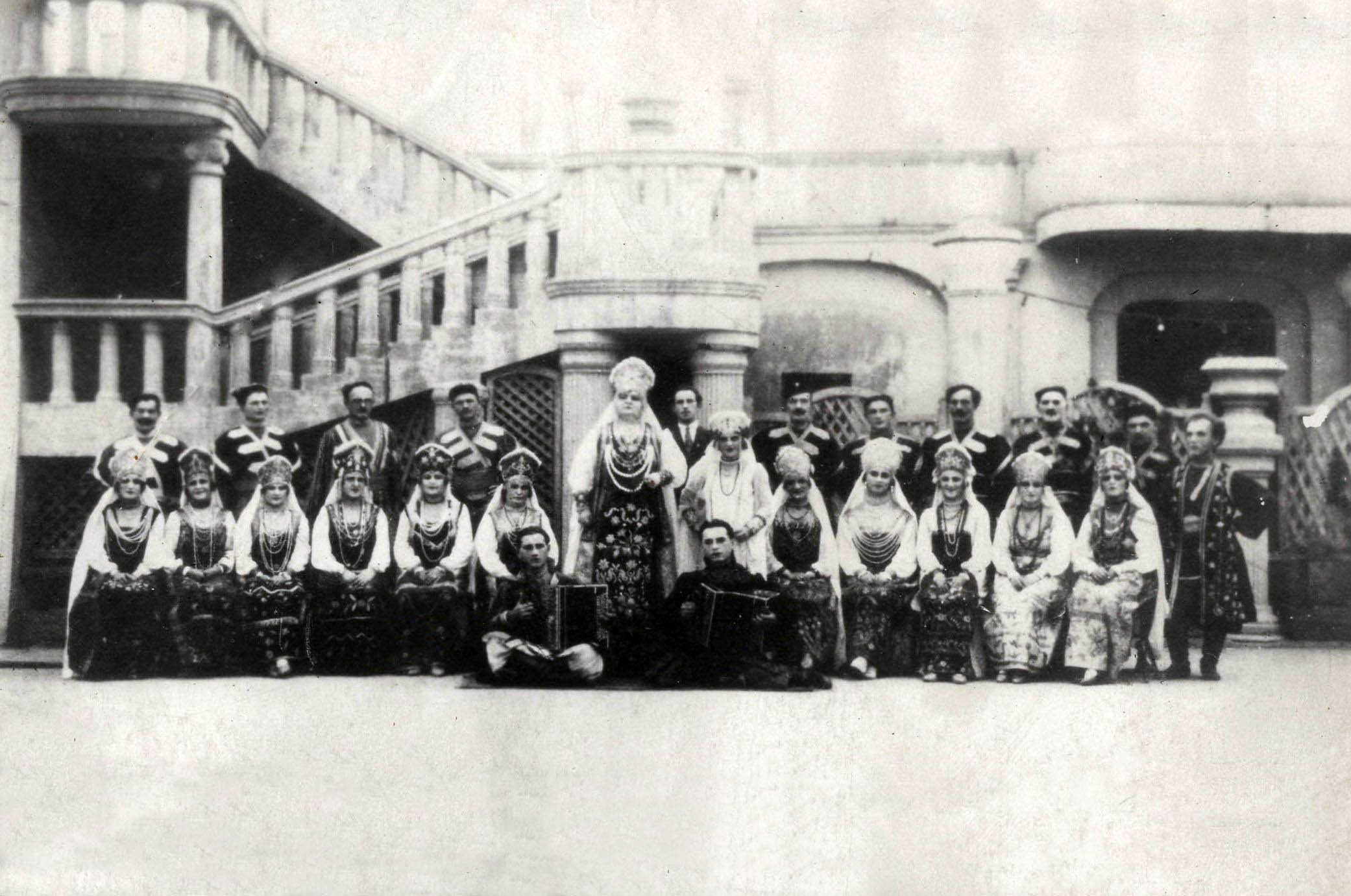
Капелла М. Д. Агреневой-Славянской. Мария Гордеевна в первом ряду шестая слева. Тянзин, Китай, 20 октября 1924 г.

Дело идет к Пасхе, мне три года, сижу на русской печке, мама подает мне шапку с только что вылупившимися цыплятами, один ещё не дошел. Приходит нищая с девочкой моих лет, мама посадила их за стол, налила суп, дала хлеб и говорит: „Отдай своего ребёнка, ей ведь лучше будет у меня“, — но женщина отказала.
Мама была добрая, нас не била, мы её слушали с одного слова. Работала телефонисткой и пела в церковном хоре (она пела с девяти лет). Дети ходили в школу, а я часто жила у сестры Галины, у них не было детей, её муж меня любил и просил, чтобы я его называла папой, и я звала.
Было мне четыре года, мама пошла доить корову, быстро вернулась с плачем и пустым подойником: корова умерла, да ещё и от туберкулеза, мясо — только на мыло. Жизнь стала тяжелей. Вскоре пришло новое горе: церковь заняли обновленцы, мама лишилась заработка. В 1923 г. она получила комнату с места работы, а я все больше жила у Галины. Её муж, Степан Романович Аверин, был начальником железнодорожной станции Копи, им подбросили девятимесячного мальчика, они его усыновили, назвав Георгием. Позднее они удочерили ещё и девочку Веронику. У неё хороший характер, доброта, улыбка, мы все её очень любим, у нас не было девочек, она одна на всех дочь.
В Российской империи был русский народный хор под управлением Агренева-Славянского. После его смерти по его стопам пошла дочь, поехала по Советскому Союзу набирать голоса для хора. В 1924 г. приехала в Кизел. Сестра Агнесса, попала на этот концерт. По его окончании подошла к Славяновой и рассказала о чудесном голосе своей мамы, и о том, что в 1913 г. она обучалась в Петрограде, в Мариинском театре у оперной певицы Щербининой-Андреевой, которая обещала ей большое будущее, так как у неё был очень редкий голос: лирико-колоратурное сопрано. Но помешала наступившая война. Когда мама запела, у Славяновой просто не оставалось выхода, как взять её к себе в хор. Это была хорошая и единственная возможность заработать хоть какие-то деньги для семьи. Вначале гастролировали по Сибири, затем, по разрешению Сталина, выехали в Китай, на Филиппинские острова и в Японию. Весь хор в 1929 г. из Шанхая эмигрировал в США, в г. Сан-Франциско. Мама и ещё один мужчина, житель Москвы, вернулись обратно. Пока ехали по Сибири, мама посылала нам деньги, посылки, а потом мы остались на жаловании моего брата, он работал в шахте. В это время семья моей сестры Галины жила в г. Котлас, я жила у них. Не знаю, почему, но меня увезли в Кизел, было тяжелое время, кушать нечего, только ржаной хлеб — и тот по карточкам. В сорокаградусный мороз в ботиночках бегала в школу. Сестры были ещё молоды, и мной не занимались. Я росла самостоятельным ребёнком, сама ходила в больницу и даже к зубному врачу, и это в восемь лет.
Январь 1929 г. Мама вместе с певцом Леоновым вернулись с гастролей обратно в Россию. Какая радость! Все идут её встречать, а меня погнали в школу. Учительница отпустила меня домой. Бегу домой: „Мама, мама!“ — а слезы замерзают на щеках. О, Боже, какая радость! Зашла домой — нашу встречу невозможно описать. Стол был заставлен, как для гостей. А сколько всяких красивых вещей, подарков! Для меня — кожаный портфель и красный с золотом пенал-красавец, красивые ботинки и ещё много, много одежды. Деньги на билет маме дали в Хабаровском русском амбасаде.
В Советском Союзе для семьи священнослужителя работа только в шахте, а у нас на пять человек один работник — брат Георгий. Боясь преследований, мы сожгли все фотографии, документы и личные вещи отца.

Летом 1929 г. приехал из Москвы гость Леонов, он взял моего брата к себе. Георгий поступил в Московский музыкальный техникум на дирижёра. Располагался он на улице Герцена. Мы остались в Кизеле без квартиры и без средств. Ольга вышла замуж, Агнесса жила у тети Анциферовой, а мы с мамой — у тети Шилковой. 

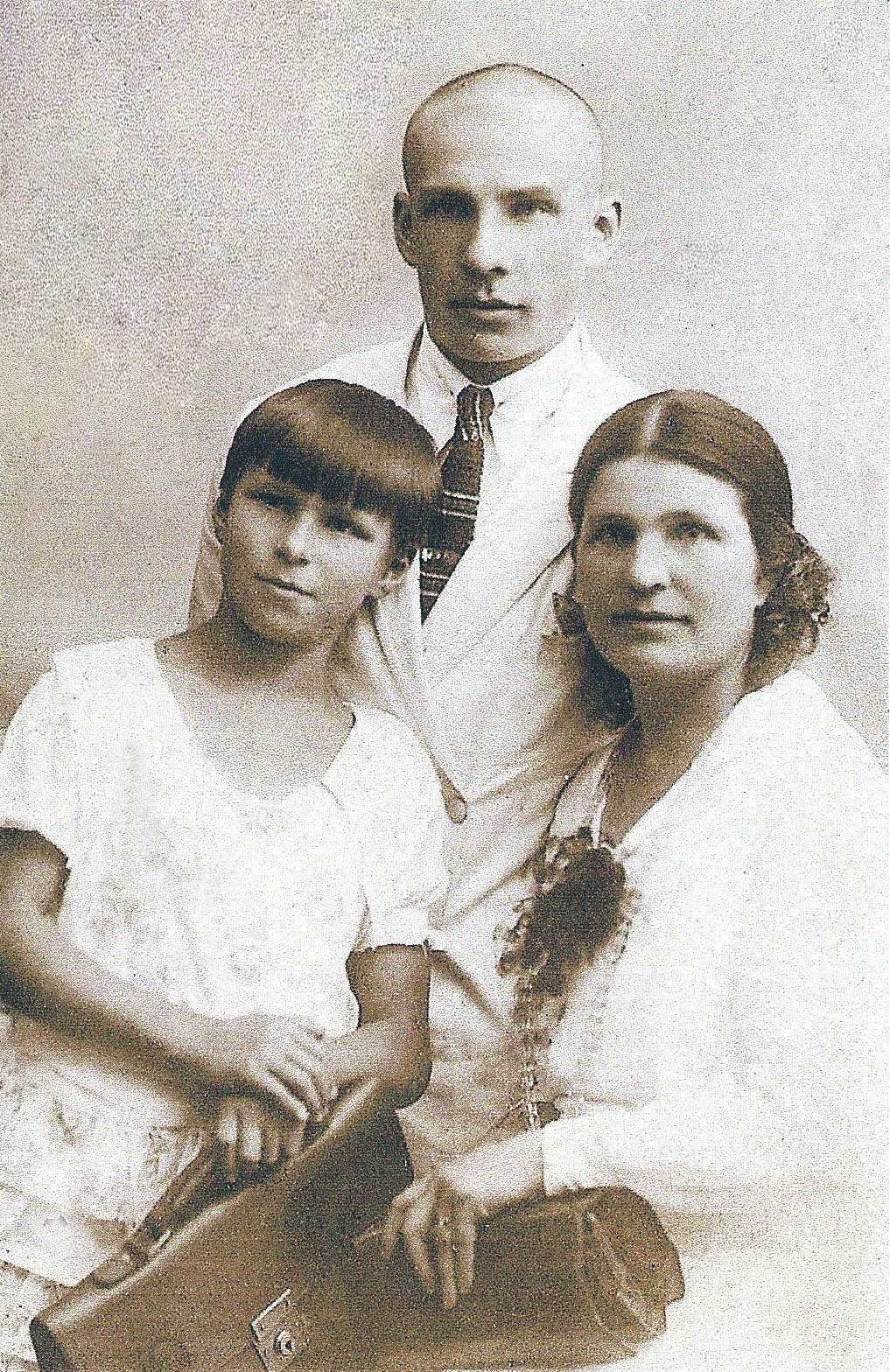
Мария Гордеевна с сыном Георгием и дочерью Людмилой. Москва, 1930 г.

Январь 1930 г. Мы у сестры Гали Авериной, они жили около Екатеринбурга, на разъезде 93. Муж был начальник станции. Мама что-то не поделила с дочерью, и мы ушли пешком три километра в г. Первоуральск. Там нас никто не знал. Маме дали комнату и работу, а вот какую, не знаю, я ходила в школу.
В мае 1930 г. мы приехали в Москву к моему брату, жили в общежитии музыкального техникума, в одной комнате вместе с мужчинами. На беду приехала сестра Ольга, оставила мужа в Барнауле, он был артист и много пил. Георгий получал стипендию и ходил подрабатывать — выгружал вагоны на станции. Жить-то надо где-то, и тогда Георгий подписал какой-то контракт, надо было выехать из Москвы на работу в другой город, а нам дали для семьи одну комнату — девять квадратных метров. Но он не поехал, а нас как-то не трогали.
Брат был комсомолец, в музыкальном техникуме он был секретарем комсомольской ячейки. В те годы было — что осень, то на уборку картофеля. Посылали из разных организаций города людей на помощь колхозникам. Обратились к брату, он дал партию студентов. Вернулись они охрипшие, с огрубевшими руками. Профессора с претензиями к моему брату, что не могут заниматься с такими студентами. Вторую партию он отказал, его как оппортуниста выбросили из комсомола и техникума. Слава Богу, они ещё не знали о его происхождении.
Все дети Вячеслава Луканина имели хороший слух, все пели и играли на инструментах. Георгий — на многих, так как учился на дирижёра. Ольга — скрипачка и живописец, она училась в Московском художественном техникуме. Галина и Агнесса играли на гитаре и аккордеоне. Я играю на балалайке и гитаре, у меня голос как у мамы — лирико-колоратурное сопрано, но не поставлен.

В 1931 г. Ольга заболела ангиной, осложнение на сердце, два года лежала, и в мае 1933 г. умерла. Пришли с похорон, все вещи на улице, нас выселили. Меня выслали в Кизел к сестре Галине. Брат пошел работать на метро, ему дали комнату, тогда я вернулась обратно в Москву, — к брату. А мама все время работала в радиотеатре гардеробщицей, и одно время пела в хоре Пятницкого. В это время сестра Агнесса вышла замуж в Кизеле за Илиодора Сергеевича Галкина, он был верным другом и хорошим товарищем, у них с ним родилось четыре сына: Эрнест, Алексей, Георгий и Сергей.

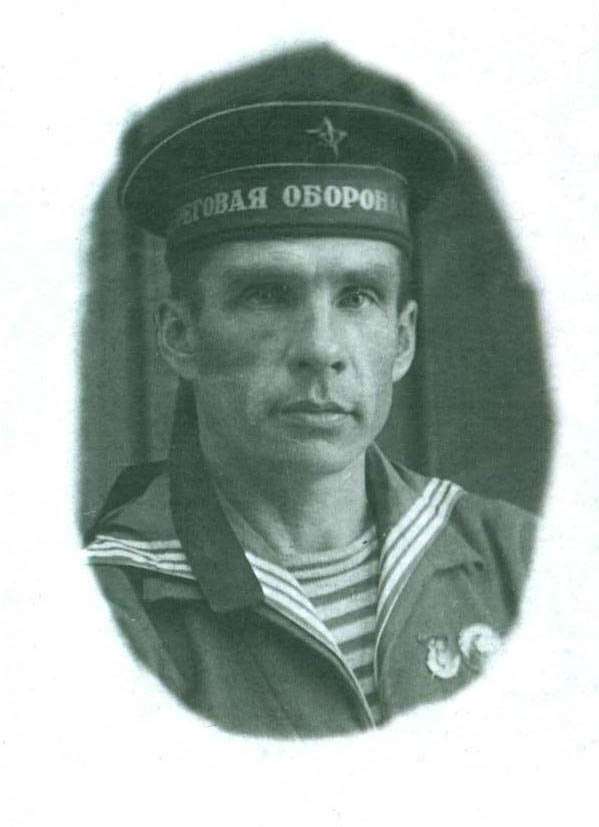
Сын священномученика Вячеслава Луканина — Георгий Вячеславович Луканин. Москва, 1939 г. (Погиб под Сталинградом в 1943 г.)

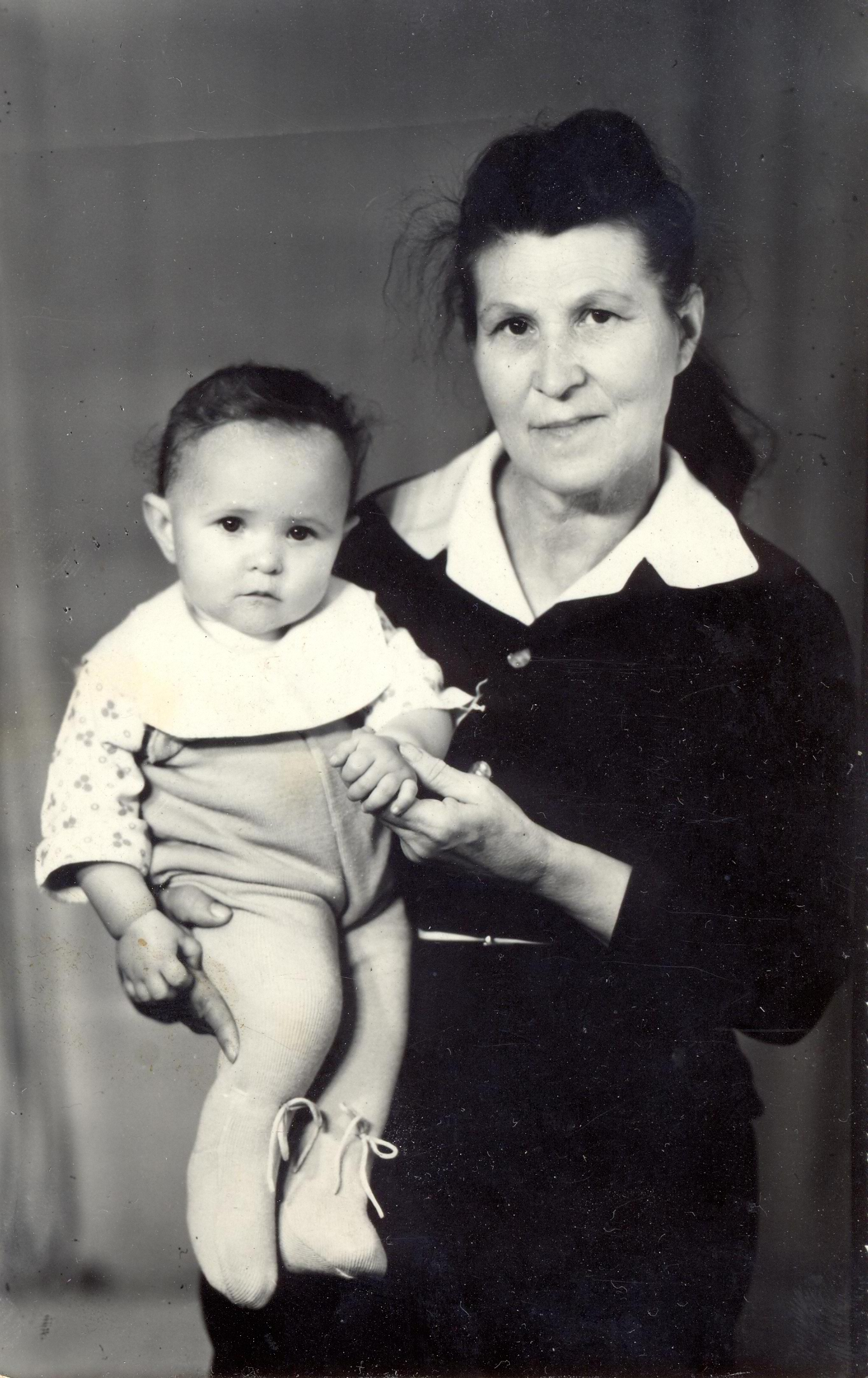
Дочь священномученика Вячеслава Луканина — Агнесса Вячеславовна Галкина с внучкой Наталией. Кизел, 1970-е гг.

В 1934 г. мама познакомилась с одним мужчиной, звали его Иоанн Никитич Посапцев, и он увез её в деревню. Я осталась на иждивении брата, он до сих пор был не женат. Из этой комнаты нас опять выставили на улицу, так как метрострой дал комнату в чужом доме. Мне пришлось уехать в Кизел. Брат получил две комнаты в Чухлинке, пятнадцать минут от Москвы электричкой. Я вернулась, закончила восьмой класс. Брат в отпуск уехал в Кизел. Сосед мне предложил поработать летом на метрострое. Месяц проработала на поверхности, а потом взяли в шахту машинисткой. Брат вернулся из Кизела, и был тяжелый разговор с мамой, она привела в наш дом мужа. Как она могла допустить это?
Я зарабатывала четыреста пятьдесят рублей, — это были хорошие деньги для семьи, учиться я больше не пошла. Брат ушел с метро, записался на курсы матросов-спасателей, и уговорил меня. Первый год работали спасателями. Зимой — опять курсы: брат учился на начальника станции, а я на легкого водолаза. Вскоре он становится помощником начальника станции Ленинские горы, а я — легким водолазом, первая девушка в Советском Союзе. Ну, как в таких случаях полагается, моя фотография во всех газетах, идут письма со всего Союза.
Мой брат Георгий Луканин был энергичный мужчина, все и везде его уважали, был хороший работник и организатор. В 1938 г. его поставили начальником станции, а старого начальника — Шелито — назначили в помощники. И вот еврей Шелито и украинец Плотицын донесли на моего брата, что он враг народа. Ночью его арестовали, он отсидел восемь месяцев на Лубянке. Московский суд его оправдал и назначил работать на старое место, а если бы знали, что из семьи священнослужителя „упекли“ бы, как и отца. Получил зарплату за восемь месяцев. Я в это время работала в Мамонтовке водолазом, там я поймала малярию. Доктор предложил сменить климат, и я вернулась в Кизел к сестре Галине.
Началась Великая Отечественная война. У брата Георгия было плоскостопие и его не взяли, тогда он добровольцем ушел на фронт, где погиб под Сталинградом в 1943 г. Муж мамы умер, и она вернулась в Кизел в 1941 г. Война, работы нет, не так уж приятно жить на иждивении сестры. Все свои концертные платья, расшитые жемчугом и золочеными кружевами, были ею обменены на несколько буханок хлеба, чтобы как-то прокормиться.
В 1942 г. в техникуме открыли госпиталь, каждый день в Кизел приходили эшелоны с сотнями раненых. Много было смертей. Хоронили их тут же рядом, на кладбище. Я и Агнесса поступили на работу, нужно было организовать и приготовить буфет. Мама принимала вещи раненых и записывала их. Несколько месяцев проработала, вызывает меня главный врач, вручает мне письмо и посылает в военкомат. В военкомате начальник спрашивает: „Читали приказ?“. Говорю: „Да“. Сказала, что у нас в семье только брат может защищать родину. Он подумал и говорит: „Что же я, девочка, с тобой сделаю, если пошлю обратно, тебе же будет хуже“. Тогда он послал меня в другой госпиталь, но я не пошла, так как он был далеко, а я боялась ходить ночью. Я оказалась врагом народа, а потом уволили и Агнессу и маму. Позднее сестра Галя рассказывала, как это кладбище превратили в стадион, а на том месте, где хоронили солдат, выстроили аттракционы. Вот такая в то время была благодарность и награда. А ведь говориться: „Никто не забыт, ничто не забыто“, — так ли это? Ведь и сегодня я просто уверена, что это святое для нас, старых жителей Кизела место находится в величайшем глумлении. А ведь оттого, что на стадионе не стоят памятники и кресты, это место не перестало быть кладбищем, ведь прах все ещё лежит там, а их кровь течет в наших венах.
Летом 1942 г. в Кизел эвакуировали из Киева станковый завод, цеха ещё не были закончены. Завод производил мины, я работала контролёром, проверяла резьбу, весь перед в керосине, фартуков не было. Брат меня просил: „Береги маму, мужей можешь иметь несколько, а мама только одна“. И мама всю войну была со мной.

В 1945 г., через тринадцать лет после взрыва Троицкой церкви, открылась Николаевская церковь в Общем руднике. Наконец-то мечта моей мамы и её сестер сбылась: они вновь могли петь в храме Божием, что они и сделали. Мария Гордеевна вновь собрала старый хор Троицкой церкви, которым когда-то руководил её муж — диакон Вячеслав, и продолжила его дело, оставаясь регентом ещё долгие годы. Умерла в 1963 г. До самой смерти она рассказывала детям и внукам о хорах, регентом которых был мой отец, священномученик Вячеслав: „Вы даже себе представить не можете, как звучали хоры вашего деда“, — говорила она».

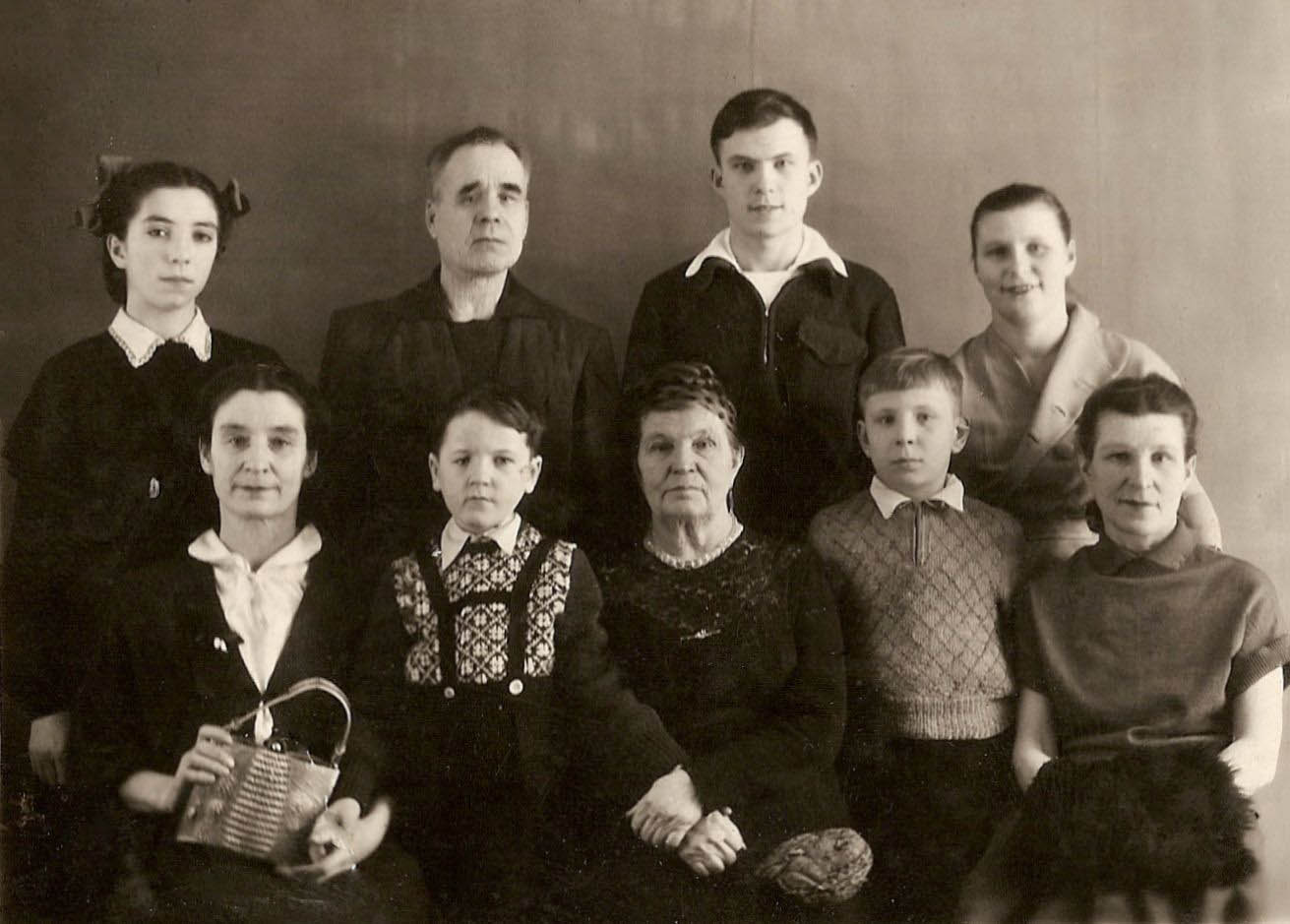
Семья Луканиных. Кизел, 1939 г. Сидят, слева направо: С. И. Галкин, И. С. Галкин, Л. В. Луканина с племянником А. И. Галкиным, Г. В. Луканин. Во втором ряду, слева направо: С. Р. Аверин, Г. В. Аверина (Луканина), А. В. Галкина (Луканина).

После войны я вышла замуж за польского еврея Леонида Сандлера. Через год мы выехали в Польшу. Мой муж был портной, из очень бедной семьи, все погибли в лагерях гитлеровской Германии. Я очень хотела ребёнка. Я, как и мой отец очень люблю детей. Мой муж не хотел иметь детей-суррогат, он говорил, что ребёнок не будет принадлежать ни к твоей, ни к моей нации. Давай лучше адаптуем какого-нибудь, он уже есть несчастливый, а мы его осчастливим. В 1947 г. мы адаптовали мальчика, которому было всего три недели, мать его отдала мне в руки. Сына назвали Юрий в честь моего погибшего брата, постепенно в английском звучании оно стало звучать как Юрэк. В Польше был страшный антисемитизм, но мы его не чувствовали. Мой муж был порядочный человек, умел с людьми жить, и нас все в доме уважали. С 1959 г. много евреев стало уезжать из Польши в США, Израиль и Австралию. В 1960 г. муж получил приглашение из Австралии от друга детства, мы решили что поедем. 13 марта 1961 г. выехали из Польши, через два месяца, 13 мая, прибыли в Мельбурн.
Время было тяжелое, безработица. Муж получал пособие по безработице, а я пошла работать домработницей. Позднее работала в доме для престарелых, мыла посуду и полы. Летом температура доходила до сорока пяти градусов жары, на улице — как в русской печке. Муж уже работал по специальности. В 1963 г. я пошла работать на трикотажную фабрику, это был настоящий ад, но языка не знаешь, куда пойдешь? Только и работали у евреев, они все тут из Европы. Я обслуживала вязальные машины, одна должна была обеспечить материалом всю фабрику. Приходилось работать в выходные и праздники, по четырнадцать часов в сутки, когда все работники отдыхали.
Сын окончил школу. Началась война во Вьетнаме, стали забирать всю молодежь на войну. Мы отправили его в Польшу, там он прожил два года. В это время мой муж заболел миастенией, болел три года. Поскольку я работала, то ему дали пенсию всего три доллара на две недели. Я зарабатывала пятьдесят долларов в неделю, тогда сыну тоже пришлось идти работать. Вскоре муж умер. Через два с половиной года я вышла замуж за Илью Пономаренко. Сын уехал в Израиль до Кибуцу, к брату моего мужа. Тот ему раскрыл нашу тайну: «Ты не еврей, а адаптованный католик. Мать твоя русская, ты мне не родня, у меня родня только жена и дети». Для него это был шок, он не знал, что он приемный. Мой новый муж забрал меня с фабрики, и я не работала. В 1975 г. он заболел раком легких, я пошла работать продавцом-кондитером. Муж вышел на больничный, уже еле держался на ногах. В обеденный перерыв подъезжал на машине, увозил меня на берег океана, там ели второй завтрак и обратно на работу. Готовил хорошо, работал поваром в госпитале. 3 января 1976 г. он умер. Оба мужа были с добрым сердцем и душой. Столько выстрадала с детства без отца и матери, ведь мать гастролировала за границей. Потом болезнь Ольги в Москве, и везде была я. В Австралии этот климат, это унижение: без знания английского языка остаться без мужа в чужой стране, без крыши над головой, без копейки за душой, но русская душа выдержала. Теперь все хорошо, у меня прекрасный сын с доброй душой. Я ещё работаю в саду и огороде, сама себе все шью, вяжу на спицах, собираю раковинки на берегу океана, оклеиваю рамки и разные вещи".

## Канонизация

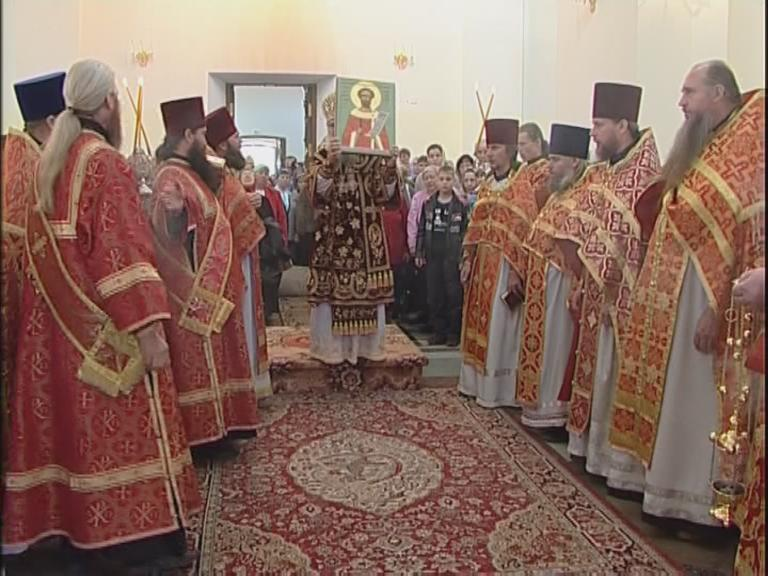
16 августа 2003 г. Высокопреосвященный Викентий (Морарь) архиепископ Екатеринбургский и Верхотурский совершает чин прославления священномученика Вячеслава в Спасо-Преображенском соборе г. Невьянска.

17 июля 2002 г. определением Святейшего Патриарха Московского и всея Руси Алексия II и Священного Синода Русской Православной Церкви диакон Вячеслав Георгиевич Луканин прославлен как священномученик и причислен к Собору новомучеников и исповедников Российских, согласно документам, представленным Комиссией по канонизации святых Екатеринбургской епархии.
16 августа 2003 г. Высокопреосвященный Викентий (Морарь) архиепископ Екатеринбургский и Верхотурский совершил чин прославления священномученика Вячеслава в Спасо-Преображенском соборе г. Невьянска.
В 2005—2007 гг. иконописцами Виталием Игнатьевым и Михаилом Обориным были написаны две иконы священномученика Вячеслава Луканина для Спасо-Преображенского собора г. Невьянска.
В 2007 г. воспитанницей иконописного отделения Пермского Духовного училища Татианой Шляпниковой написана «поясная» икона, а в 2008 г. иконописица Екатерина Бартова в г. Кунгуре написала «ростовую» икону священномученика Вячеслава — для Никольского храма г. Кизел.
Память священномученика Вячеслава совершается в день его кончины — 3 / 16 августа. В Соборе Пермских святых — в воскресенье, после дня памяти Стефана Великопермского (26 апреля / 9 мая), в Соборе Екатеринбургских святых (29 января / 11 февраля), а также вместе с Собором новомучеников и исповедников Российских — (25 января / 7 февраля).